# Конструкция самолёта

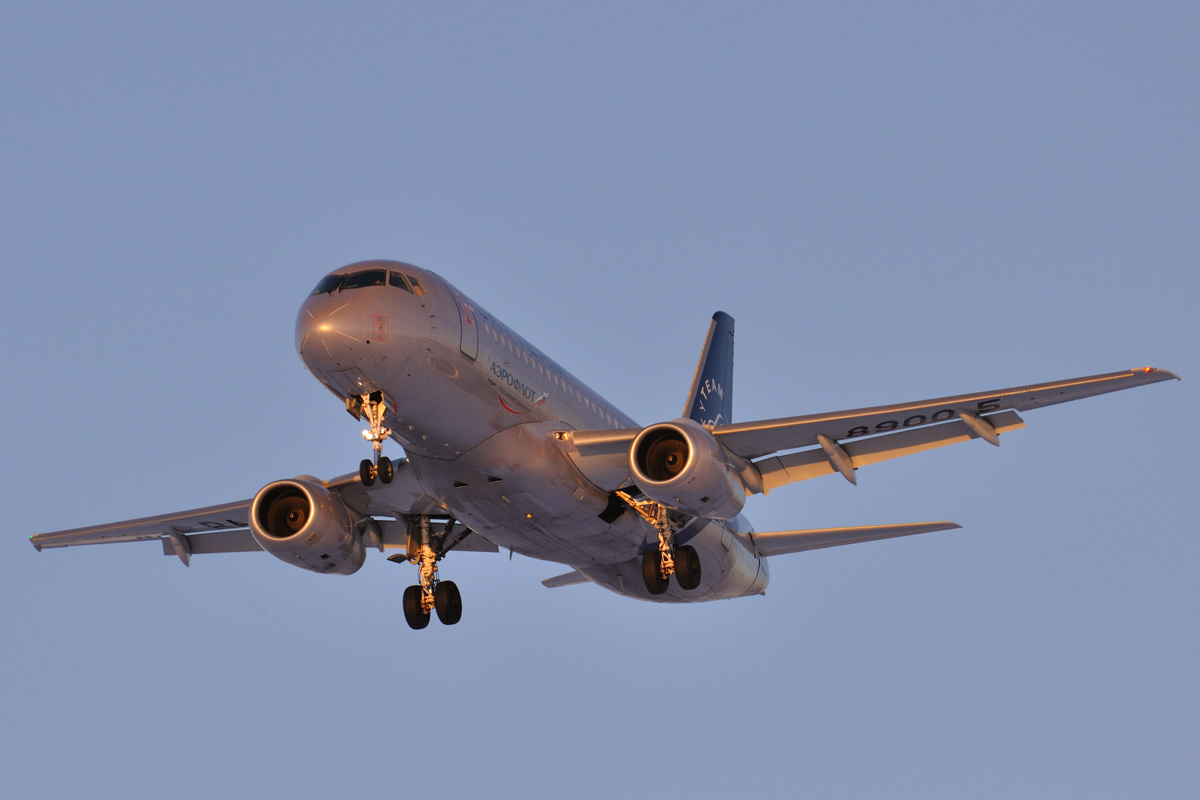
Лайнер Сухой SSJ-100 RA-89005, аэропорт UWWW Самара (Курумоч)

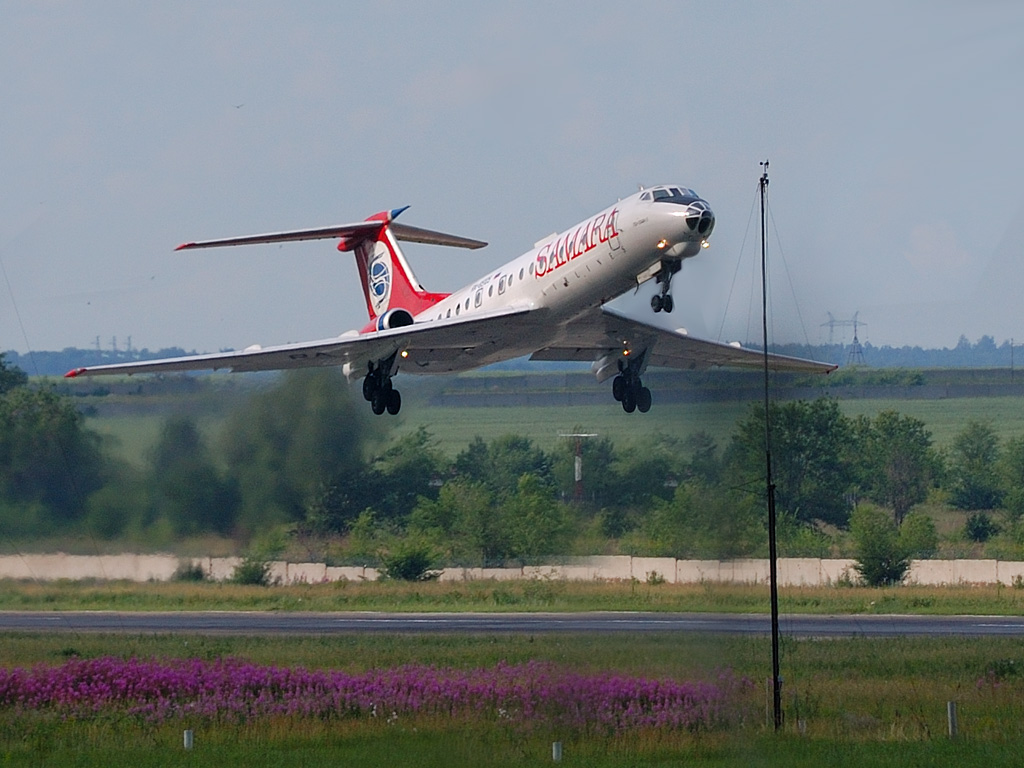
Взлёт Ту-134А RA-65105

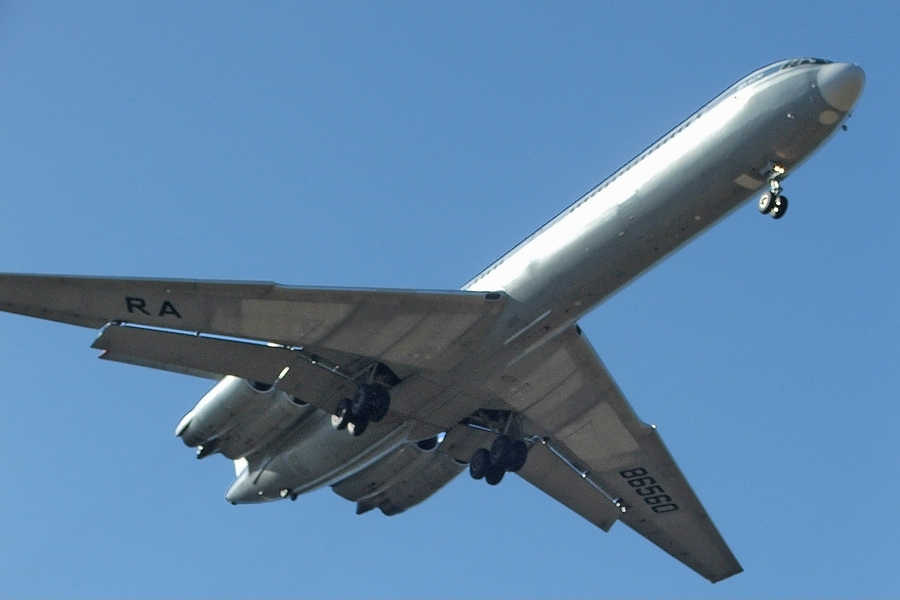
Ил-62 авиакомпании «Дальавиа»

Конструкция самолёта.

## Понятия и определения
Самолётом называют летательный аппарат тяжелее воздуха с аэродинамическим принципом полёта. В полете используются несущие поверхности самолета (крыло и оперение) для создания с помощью воздушной среды подъемной и управляющих сил, и силовая установка — для создания движущей силы за счет энергии расходуемого на борту самолёта топлива. Для передвижения по земле — разбега, пробега и руления, а также для стоянки самолёт снабжен системой опор — шасси.
В соответствии с их назначением все самолёты несут определённую задачами целевую нагрузку, оборудование и снаряжение. Взаимное пространственное расположение частей самолёта и его устройств называется компоновкой самолёта или компоновочной схемой.
В состав самолёта входят: планер и его системы, двигатель и его системы, а также различное бортовое оборудование.
Бортовое оборудование самолёта конструктивно состоит из бортовых устройств (законченных сборочных единиц, включающих блоки, приборы, агрегаты и реализующих какие-либо частные технические задачи), бортовых систем (функционально связанных устройств, блоков, агрегатов, предназначенных для решения одной или нескольких частных задач) и бортовых комплексов (функционально связанных бортовых систем и устройств, объединённых общими алгоритмами и централизованными вычислительными системами, предназначенных для решения одной или нескольких задач различными способами).
Всё бортовое оборудование по назначению разбито на три большие категории — это бортовое радиоэлектронное оборудование (БРЭО), авиационное оборудование (АО) и авиационное вооружение (АВ).
Таким образом, современный самолёт представляет собой иерархически сложную большую систему, состоящую из взаимосвязанных по назначению, месту и функционированию агрегатов, частей и конструктивных элементов. Самолёт как изделие — это сложнейшая инженерная конструкция, с соответствующей этому стоимостью.
Все современные самолёты не могут использоваться изолированно и для своего нормального функционирования нуждаются в многочисленных технических средствах
управления (связь, навигация, наведение, посадка) и обеспечения — инженерно-авиационные, аэродромно-технические и другие средства, необходимые для проведения
летной работы.

### Классификация самолётов
Все воздушные суда классифицируют по максимальной взлётной массе. Для самолётов применяется следующая классификация: 
- 4-й класс — до 10 тонн
- 3-й класс — от 10 до 30 тонн
- 2-й класс — от 30 до 75 тонн
- 1-й класс — свыше 75 тонн

Пассажирские самолёты также подразделяются по дальности полёта на:
- самолёты местных воздушных линий с дальностью полёта до 1000 км
- магистральные ближние с дальностью от 1000 до 2500 км
- магистральные среднее с дальностью от 2500 до 6000 км
- магистральные дальние с дальностью полёта свыше 6000 км

### Надёжность и безопасность
(эта тема в авиации имеет очень большой информационный объём, для освещения которого необходимо несколько тематических статей более узкого плана).
Базовые понятия:
Безопасность полёта — свойство воздушного судна (ВС), характеризующее способность обеспечивать завершение полёта в ожидаемых условиях эксплуатации без нанесения вреда лицам или имуществу.
Надёжность — это свойство объекта сохранять во времени в установленных пределах значения всех параметров, характеризующих способность выполнять требуемые функции в заданных режимах и условиях применения, технического обслуживания, хранения и транспортирования. Надёжность включает такие понятия, как безотказность, долговечность, сохраняемость и ремонтопригодность.
Для всех изделий авиационной техники (АТ) и самолётов в частности понятие надежности имеет важнейшее, первостепенное значение, в связи с тем, что в случае возникновения проблем процесс полета не может быть быстро и безопасно прерван, в отличие от процесса движения любого наземного транспорта. В связи с этим надёжности в авиации уделяется огромное значение на всех этапах, включая проектирование, разработку, создание и эксплуатацию АТ.
В течение всего жизненного цикла каждого самолёта регулярно выполняется целый ряд сложных комплексных мероприятий, направленных на предупреждение лётных происшествий и поддержание требований надёжности и безопасности эксплуатации.

### Эксплуатация
В соответствии с нормативной документацией, под терминологию Эксплуатация авиационной техники попадают следующие понятия (основные):
- Летная эксплуатация — это совокупность связанных с использованием воздушного судна, его систем и оборудования процессов и операций, выполняемых при подготовке к полёту и в полете лётным экипажем, с момента приемки воздушного судна от наземных служб под ответственность экипажа и до момента его сдачи под ответственность наземных служб. Эти действия регламентируются Руководством по летной эксплуатации конкретного воздушного судна.
- Техническая эксплуатация — это производственная деятельность специализированных организаций и служб по инженерно-авиационному обеспечению полетов, поддержания высокой надежности и исправности АТ, высокого качества и своевременности подготовки к полетам, правильной эксплуатации АТ на земле и в воздухе, а также для поддержания требуемого уровня боеготовности техники (для самолётов военного назначения). К технической эксплуатации также относят комплекс работ по содержанию АТ, хранению, транспортировке и ремонтам.
- Техническое обслуживание — комплекс работ, предусмотренный Регламентом технического обслуживания, с целью постоянного поддержания в исправном состоянии и готовом к использованию по назначению объекта АТ.

Оборудование и системы самолёта обслуживаются специалистами по соответствующим специальностям: СиД (самолёт и двигатель), АВ (авиационное вооружение), АО (авиационное оборудование) и РЭО (радиоэлектронное оборудование). В гражданских организациях (коммерческих авиакомпаниях) службы РЭО и АО часто объединены в одну — АиРЭО (авионика).
В авиационных частях (подразделениях) организуется инженерно-авиационная служба (ИАС) во главе с заместителем командира авиационной воинской части по ИАС, инженерным отделом с инженерами (старшими инженерами) по основным (ведущим) специальностям и службой ИАС в авиационных эскадрильях во главе с инженерами эскадрилий. Также, как правило, в типовом авиационном полку (гарнизоне) имеется подразделение или отдельная воинская часть по периодическому техническому обслуживанию и ремонту самолётов — технико-эксплуатационная часть (ТЭЧ), во главе с начальником ТЭЧ.
Структура ИАС в гражданских (коммерческих) организациях, распределение функций и ответственности между подразделениями и работниками ИАС, полномочия и механизмы координации и контроля всех видов участия в технической эксплуатации АТ определяются руководством конкретного авиапредприятия .

## Планер
Планер самолёта — это несущая конструкция летательного аппарата.
Планер и его системы включают: фюзеляж (лодку), в том числе крыло, оперение, гондолы двигателей (пилоны), фонарь, окна, двери, люки, створки; шасси и его системы; систему управления полётом; топливную систему; гидравлическую систему; пневматическую систему; противообледенительную систему; систему кондиционирования; противопожарное оборудование; систему предупреждения и ликвидации помпажа; пассажирское и бытовое оборудование; погрузочно-швартовочное оборудование; систему водоснабжения и удаления отбросов; бортовую вспомогательную силовую установку; тормозную посадочную парашютную систему; систему аварийного покидания и спасения; систему управления входным устройством (воздухозаборником).
То есть в конструкцию планера входят все сборочные узлы, агрегаты, системы и устройства, так или иначе имеющие отношение к безмоторному полёту, то есть планированию самолёта, отсюда происхождение его названия (в н. в. этот термин достаточно условен).
К конструкции планера не относят непосредственно силовую установку с её оборудованием и системами, а также специализированное бортовое оборудование и оснащение (авиационное оборудование, радиоэлектронное оборудование и системы вооружения).

### Компоновочные схемы

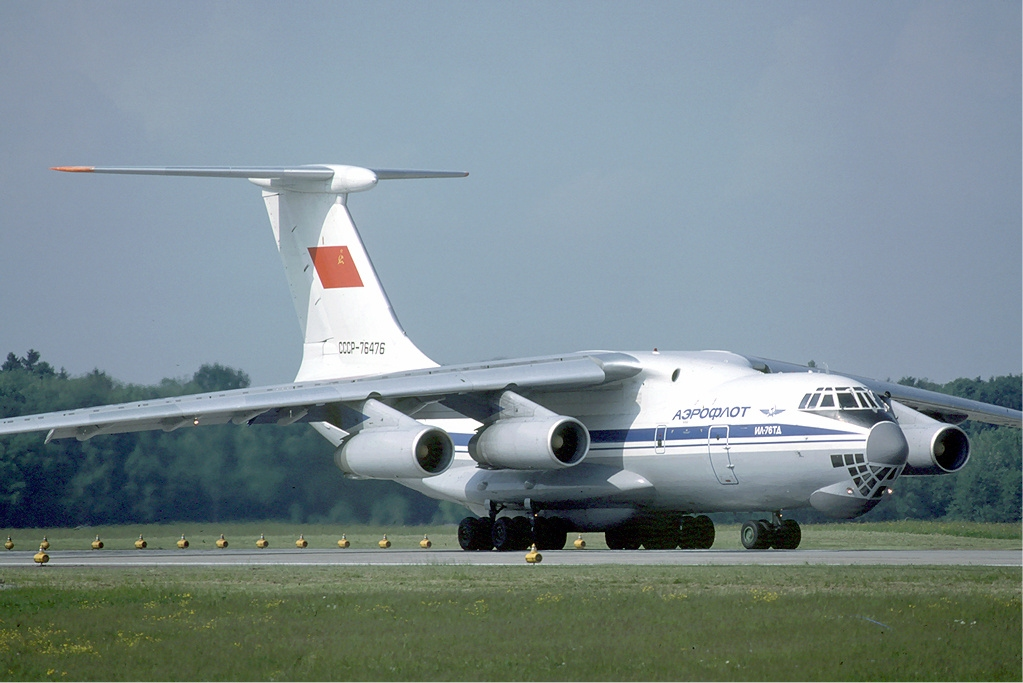
Ил-76, высокоплан с Т-образным оперением

Существует классификация самолётов по конструктивно-компоновочным признакам: по общей компоновке, по схеме фюзеляжа, по форме и расположению крыльев, по схеме оперения, по схеме шасси и типу опорного элемента, по типу и расположению двигателей. В описании конструкции самолёта первым приводится именно компоновочная схема с указанием вышеназванных признаков.
На сегодняшний день различают следующие основные компоновочные схемы самолётов:
- классическая компоновка
- бесхвостка
- утка
- летающее крыло
- продольный триплан (с передним и хвостовым горизонтальным оперением)
- тандем (два крыла расположены друг за другом)
- конвертируемая (Ту-144, «Конкорд»)

Наиболее распространена и хорошо отработана на практике классическая компоновка самолёта.

### Фюзеляж

Различные типы фюзеляжа

Фюзеляж является «телом» самолёта. В нём располагаются кабина экипажа, основные топливные баки, системы управления и контроля, пассажирские салоны, багажные отсеки (в пассажирских самолётах) или грузовые отсеки (в грузовых самолётах); оружие (в боевых самолётах), а также почти всё электронное оборудование.
В настоящее время применяют в основном балочные фюзеляжи — пустотелые балки с силовым набором и тонкостенной обшивкой.
Конструктивно силовая схема фюзеляжа, как правило, состоит из продольных силовых элементов — лонжеронов и стрингеров, поперечных элементов — шпангоутов и обшивки — металлических, чаще дюралюминиевых листов. Обшивка, включённая в силовую схему планера и воспринимающая часть нагрузки называется работающей.
Пассажирские самолёты разделяют на узко- и широкофюзеляжные. У первых диаметр поперечного сечения фюзеляжа составляет в среднем 2-3 метра. Диаметр широкого фюзеляжа — не менее шести метров. Все широкофюзеляжные самолёты — двухпалубные: на верхней палубе располагаются пассажирские места, на нижней — багажные отсеки. Существуют самолёты с двумя пассажирскими палубами — Airbus A380 и Боинг 747.

### Крыло
Крыло является важнейшей частью самолёта и служит для создания подъёмной силы в полёте. Основополагающей является форма крыла, то есть вид в плане и спереди, а также поперечное сечение (профиль крыла). Внешние формы крыла и его профиль оказывают влияние на полётные характеристики самолёта в целом. Также крыло обеспечивает поперечную, а на самолётах бесхвостой схемы и продольную устойчивость и управляемость самолёта. К крылу могут крепиться двигатели и стойки шасси, также в крыле могут находиться топливные баки. К основным характеристикам крыла относят: размах, удлинение, сужение, стреловидность, угол установки, поперечное V.
Крыло — это самая высоконагруженная часть самолёта. На него в полёте действуют силы изгиба, кручения и сдвига. На крыло действуют аэродинамические и массовые нагрузки:
- аэродинамическая нагрузка возникает в результате взаимодействия крыла с воздушным потоком
- под массовыми нагрузками понимают силы тяжести и силы инерции в криволинейном полёте, при полёте в болтанку и при неравномерном движении самолёта по земле в процессе взлёта или посадки.

Силовыми элементами конструкции каркаса крыла являются элементы продольного набора: лонжероны и стрингеры, и элементы поперечного набора — нервюры. Также почти всегда обшивка крыла включена в его силовую схему и воспринимает нагрузки кручения и изгиба. В наиболее нагруженных местах обшивка выполняется из толстых литых или фрезированных панелей, подкреплённых рёбрами жёсткости.
Половины крыла (консоли) чаще всего соединяются меж собой через силовой элемент — центроплан, проходящий через фюзеляж:
- через нижнюю часть фюзеляжа у низкопланов (Ил-96, Airbus A380 и Боинг 747)
- через среднюю часть фюзеляжа у среднепланов (Ту-16, МиГ-21 и др.)
- у высокопланов — в верхней части фюзеляжа (Ил-76, Ан-22, Ан-124, Ан-225, C-130 Hercules).

Крепление крыла непосредственно к центральной усиленной части фюзеляжа без выраженного центроплана больше характерно для боевых самолётов.

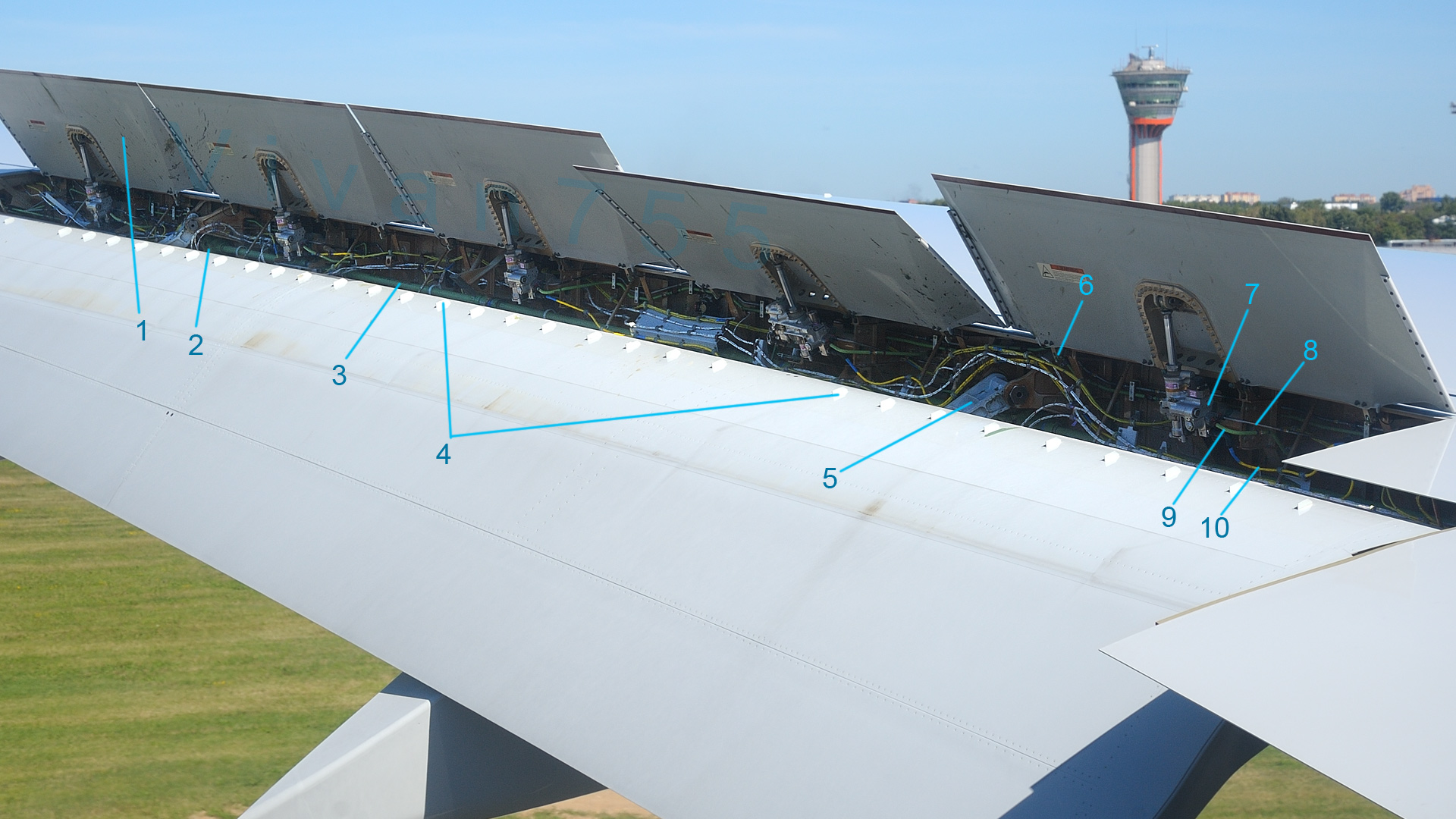
Крыло самолёта Боинг 777 с выпущенными закрылками и спойлерами.

Самолёт также может иметь два, три и более крыла. Чаще всего у самолётов, имеющих два крыла (бипланов) одно крыло крепится к верхней части фюзеляжа, а другое — к нижней (Ан-2).
На крыле установлено множество отклоняющихся меньших консолей (механизации): закрылки, предкрылки, спойлеры, элероны, интерцепторы и другие. По выполняемым функциям различают два вида механизации:
- для улучшения взлётно-посадочных характеристик
- для управления в полёте

Описание фото справа: Крыло самолёта «Боинг 777» с выпущенными закрылками и спойлерами. 1 — спойлер, 2 — подъёмник закрылка, 3 — трансмиссия закрылков, 4 — аэродинамические гребни, 5 — рельс закрылка, 6 — узел навески, 7 — рулевой привод, 8 — подвод гидросмеси, 9 — слив гидросмеси, 10 — электрожгут управления.

### Оперение
Оперение не создаёт подъёмную силу и служит для балансировки самолёта в полёте и обеспечения его устойчивости и управляемости относительно трёх осей (см. статью: Система координат).
Оперение обычно устанавливается в хвостовой части фюзеляжа, реже в носовой.
Хвостовое оперение в большинстве случаев представляет собой вертикально расположенный киль (или несколько килей — как правило два киля) и горизонтальный стабилизатор, близкие по конструкции к крылу. Киль регулирует путевую устойчивость самолёта (по оси движения), а стабилизатор — продольную (т. е. устойчивость по тангажу).
Горизонтальное оперение устанавливается на фюзеляже (Ил-86) или на верху киля (T-образная схема (Ту-154, Ил-76)). Киль устанавливается на фюзеляж или в двухкилевой схеме - на обоих кончиках цельного стабилизатора (Ан-225). На некоторых боевых самолётах дополнительное оперение устанавливается в носовой части фюзеляжа (Су-35). Для обеспечения достаточной путевой устойчивости на высоких скоростях, сверхзвуковые самолёты имеют непропорционально большой киль (Ту-22М3) или два киля (Су-27, МиГ-25, F-15).
Киль представляет собой конструкцию из силового набора с обшивкой и руля направления (РН), также называемого рулём поворота (РП). Как правило, профиль киля симметричный, но для компенсации реактивного момента от воздушного винта(-ов) киль может быть целиком развёрнут относительно строительной оси самолёта на несколько градусов (это достаточно широко практиковалось на одномоторных самолётах середины 20-го века), либо установочный (нулевой) угол руля направления может быть немного  смещён (обычно это единицы градусов).
Стабилизатор обычно состоит из двух зеркально одинаковых половин стабилизатора. Конструктивно включает силовой набор с обшивкой. На задней кромке стабилизатора расположен руль высоты (РВ), ранее применялся термин руль глубины. Профиль стабилизатора может быть симметричный с отрицательным установочным углом либо профиль, создающий отрицательную подъёмную силу, что вызвано необходимостью балансировки самолёта в полёте относительно его центра масс.
На современных самолётах часто используют переставной стабилизатор, который может менять свой угол установки ( т.е. положения к потоку) в полёте в некоторых пределах (обычно не более 10 градусов) с помощью мощного привода. Переставной стабилизатор используют в первую очередь при взлёте и посадке, так как выпуск закрылков вызывает сильный пикирующий момент, который и компенсируется перестановкой стабилизатора на некоторый заранее определённый угол, автоматически либо вручную экипажем воздушного судна. Также переставной стабилизатор может применяться для перебалансировки в полёте, при смене полётного режима либо смещения центровки в результате сброса груза.
На некоторых высокоскоростных самолётах используют цельноповоротные стабилизаторы, не имеющие рулей высоты, а поворачивающиеся полностью с помощью мощных гидравлических приводов. Цельноповоротный стабилизатор стали применять из-за снижения эффективности РВ на некоторых режимах полёта при сверхзвуковой скорости. В некоторых случаях цельноповоротный стабилизатор может работать дифференциально, то есть одна половина отклоняется на пикирование, тогда как вторая на кабрирование. Это сделано для повышения эффективности поперечного управления либо в качестве резерва на случай отказа канала элеронов.

### Шасси

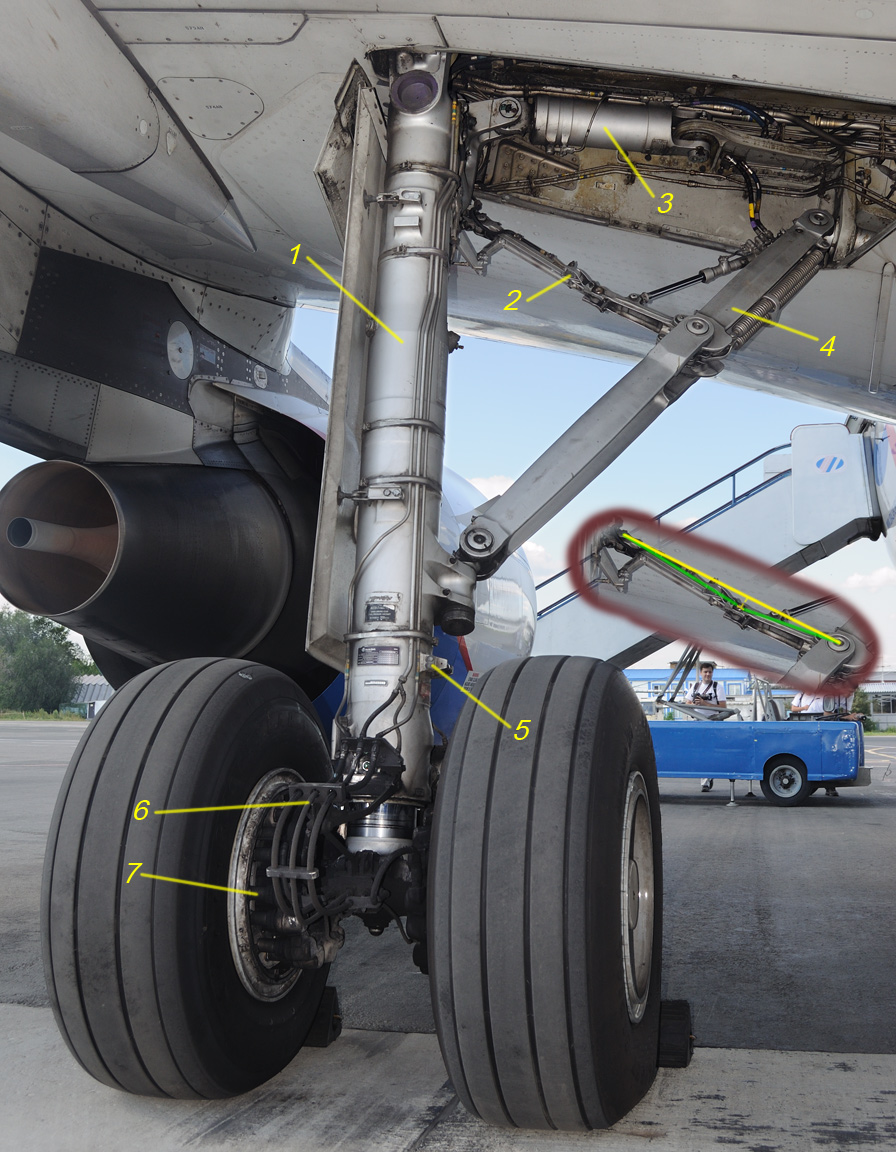
Основная опора шасси самолёта А320. 1 — амортизатор, 2 — механизм распора, 3 — цилиндр уборки-выпуска, 4 — подкос, 5 — серьга подвески на замок убранного положения, 6 — гидролинии тормозов, 7 — поршень тормоза

Система опор самолёта, предназначенная для его стоянки на земле, передвижение по аэродрому, взлёт и посадку. Для устойчивого положения положения самолёта на земле необходимо минимум три опоры. В зависимости от расположения опор относительно центра тяжести самолёта различают следующие основные схемы:
- с передней опорой впереди центра тяжести самолёта
- с хвостовой опорой позади центра тяжести
- велосипедное шасси

Схема шасси влияет на характеристики устойчивости и управляемости самолёта при его движении по грунту.

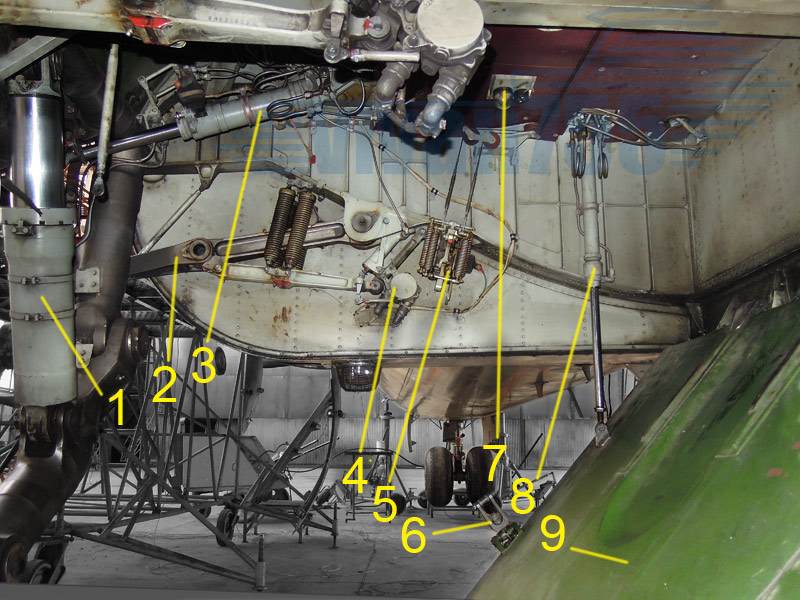
Гондола основных опор Ан-74

На современных аппаратах в основном применяется схема с передней стойкой шасси либо её варианты. Эта схема имеет следующие преимущества:
- обеспечивает хорошую устойчивость при разбеге и пробеге
- предотвращает капотирование самолёта и позволяет использовать более эффективные тормоза
- горизонтальное положение фюзеляжа создаёт хороший обзор экипажу, удобства пассажирам, упрощает погрузку и разгрузку грузами
- способствует предотвращению (уменьшению) «козления», так как при ударе основными стойками при посадке угол атаки и коэффициент подъёмной силы крыла уменьшаются
- при горизонтальном положении фюзеляжа горизонтально расположены и двигатели,при этом газовая струя выхлопа не наносит вреда покрытию аэродрома
- и др. преимущества

Вместе с тем такая схема шасси создаёт сложности при рулении по мягкому грунту, так как передняя опора буквально «зарывается». При посадке с отказавшей передней опорой возникает достаточная опасность повреждения самолёта.
Основные параметры трёхопорного шасси: база, колея, высота шасси, стояночный угол, посадочный угол и др.
Различают следующие основные элементы стоек шасси: силовые элементы, элементы кинематики и амортизирующие устройства.
Амортизирующие устройства шасси  включают амортизаторы, гасители колебаний тележки (демпферы шасси) и пневматики. Телескопические амортизаторы используют только на самолётах, эксплуатирующихся исключительно на аэродромах с хорошим твёрдым покрытием, так как они плохо воспринимают боковые и продольные нагрузки. В основном на самолётах применяют рычажную и полурычажную подвеску.
Амортизатор колёс шасси — чаще всего это гидравлический демпфер с торможением на прямом и обратном ходу. В качестве пружинного элемента амортизатора в самолётах применяют закачанный в полость стойки под строго определённым давлением азот (ранее применяли сжатый воздух, но он окисляет гидравлическое масло и сокращает его срок службы). В качестве гидравлической жидкости в стойку обычно заливается специальное гидравлическое масло (сейчас чаще всего это АМГ-10, ранее применяли спирто-глицериновые смеси и нефтяные масла).
Колёсные тележки шасси. На всех самолётах, кроме лёгких, колеса шасси часто объединены в тележки шасси. Тележки шасси обычно бывают одноосные, двух- или реже трёхосные. На каждой оси установлена обычно пара колёс. Их так и называют: передняя пара, средняя пара или задняя пара. Парные колёса снижают давление на покрытие аэродрома, а также дублируют друг друга в случае прокола пневматика. Иногда на одной оси ставят не два, а четыре колеса. Разные самолёты могут иметь различное количество колёсных пар: от одной (А320) до семи (Ан-225).

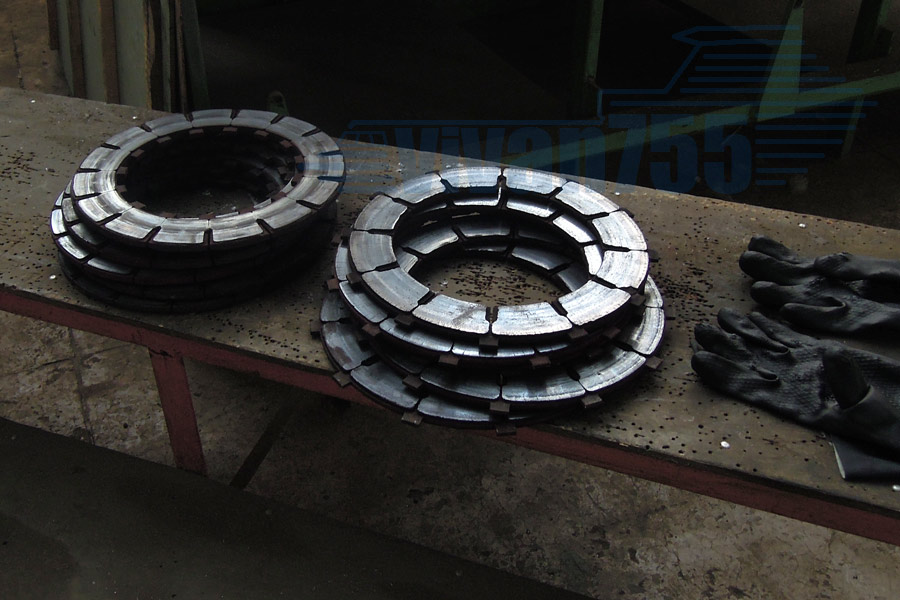
Неподвижные (с внутренними зубьями) и подвижные тормозные диски колёс шасси самолёта Ту-154

Тормозная система колёс шасси. На небольших самолётах применяют колодочные тормоза (пара тормозных колодок с механизмом наподобие автомобильного). На более тяжёлых используют камерные тормоза, состоящие из кольцевой резиновой камеры на барабане колеса и кругового пакета небольших колодочек, которые прижимаются при подаче давления воздуха или гидросмеси в тормозную камеру (именно так работали тормоза на большинстве советских реактивных истребителей Су и МиГ). На тяжелых и скоростных самолётах устанавливают высокоэффективные дисковые тормоза. Дисковый тормоз состоит из пакета дисков, поочерёдно, через один, соединённых с барабаном колеса и вращающихся вместе с ним пакета дисков, неподвижно закреплённых на оси колеса. Пакет дисков при торможении сжимается при помощи силовых гидроцилиндров, расположенных по окружности неподвижной части колеса.
Тормозные колёса практически всех самолётов оборудованы антиюзовой автоматикой, так как юз не только снижает эффективность торможения, но и на большой скорости (например, на пробеге при посадке) всегда приводит к разрыву пневматиков и часто — к возгоранию резины колёс. Антиюзовый автомат работает на пределе юза — он не допускает резкого уменьшения угловой скорости вращения колеса, растормаживая колеса путём регулирования давления в тормозном контуре. При этом используется максимальный коэффициент трения между колесом и поверхностью аэродрома, что повышает эффективность тормозов и уменьшает износ шин.
Все тормозные колёса самолёта оборудуются т.н. термосвидетелями — сигнализаторами превышения предельных температур, представляющими собой подпружиненные штыри, запаянные в полость ступицы легкосплавным материалом. При перегреве колеса свыше 120-130°С термосвидетель выскакивает, что говорит о необходимости тщательной инспекции колеса и тормоза, и при необходимости замены и ремонта. Ранее для этих целей применяли специальную термоиндикаторную краску.
Охлаждение тормозных колёс. На многих современных самолётах с дисковыми тормозами внутри пустотелой оси колеса устанавливается высокооборотный электродвигатель с крыльчаткой, прогоняющий наружный воздух через тормозной механизм с целью охлаждения. На некоторых типах самолётов ранее применялось спиртовое испарительное охлаждение тормозов.
Управление поворотом самолёта на земле может осуществляться через привод к передней стойке шасси, дифференциацией режима работы двигателей (у самолётов с более чем одним двигателем) или подтормаживанием колёс на основных опорах. Колёса на передней опоре чаще всего имеют три режима разворота: режим руления (разворот на полные, максимально возможные углы в пределах ±50-60° ), режим «влёт-посадка» (автоматический поворот колёс на большой скорости движения от педалей путевого управления на углы до 10°, обычно ±7-8°) и режим самоориентирования, нужный при буксировке самолёта тягачом по аэродрому.
Система уборки и выпуска шасси. В полёте шасси убираются в специальные отсеки для уменьшения аэродинамического сопротивления, то есть повышения скорости и дальности полёта и уменьшения расхода топлива. Существует ряд кинематических схем уборки шасси и различные приводы. В кабине экипажа всегда имеется сигнализация положения стоек шасси. Также большинство самолётов оборудовано автоматикой, предотвращающей складывание шасси при нахождении самолёта на земле — в кинематике шасси применяются датчики нагрузки, которые выдают электрические сигналы в ряд систем самолёта (более подробно см. в разделах  «Система уборки-выпуска» и «Концевые выключатели и сигнализация», статья «Шасси летательного аппарата»)

### Конструкционные материалы
В современных авиационных конструкциях планера самолёта широкое применение находят высокопрочные алюминиевые, магниевые и титановые сплавы; высокопрочные углеродистые, легированные и коррозионно-стойкие стали; различные пластмассы; а также многослойные композиционные материалы (армирующий материал + наполнитель).

## Силовая установка

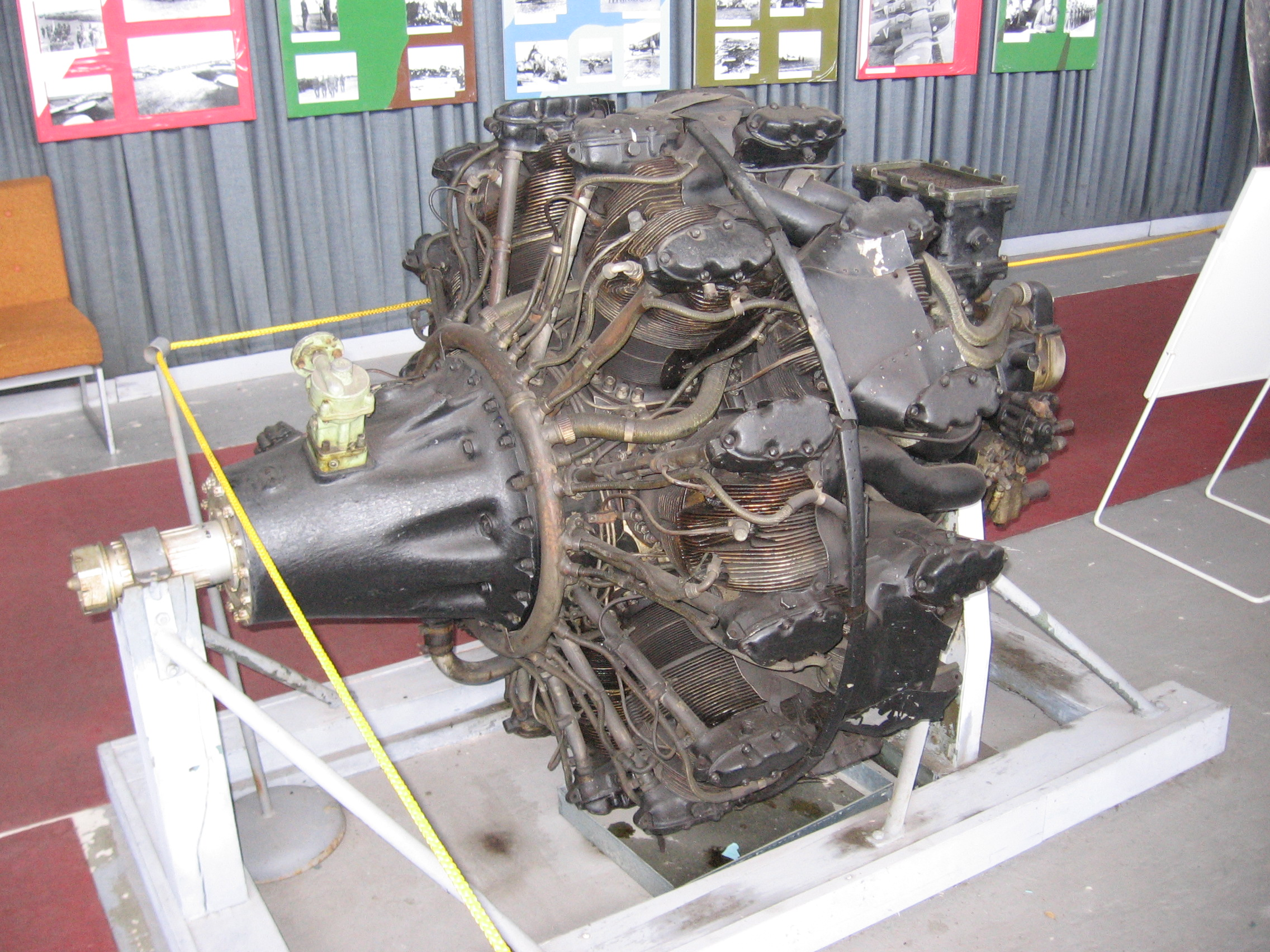
Авиационный двухрядный звездообразный двигатель АШ-82

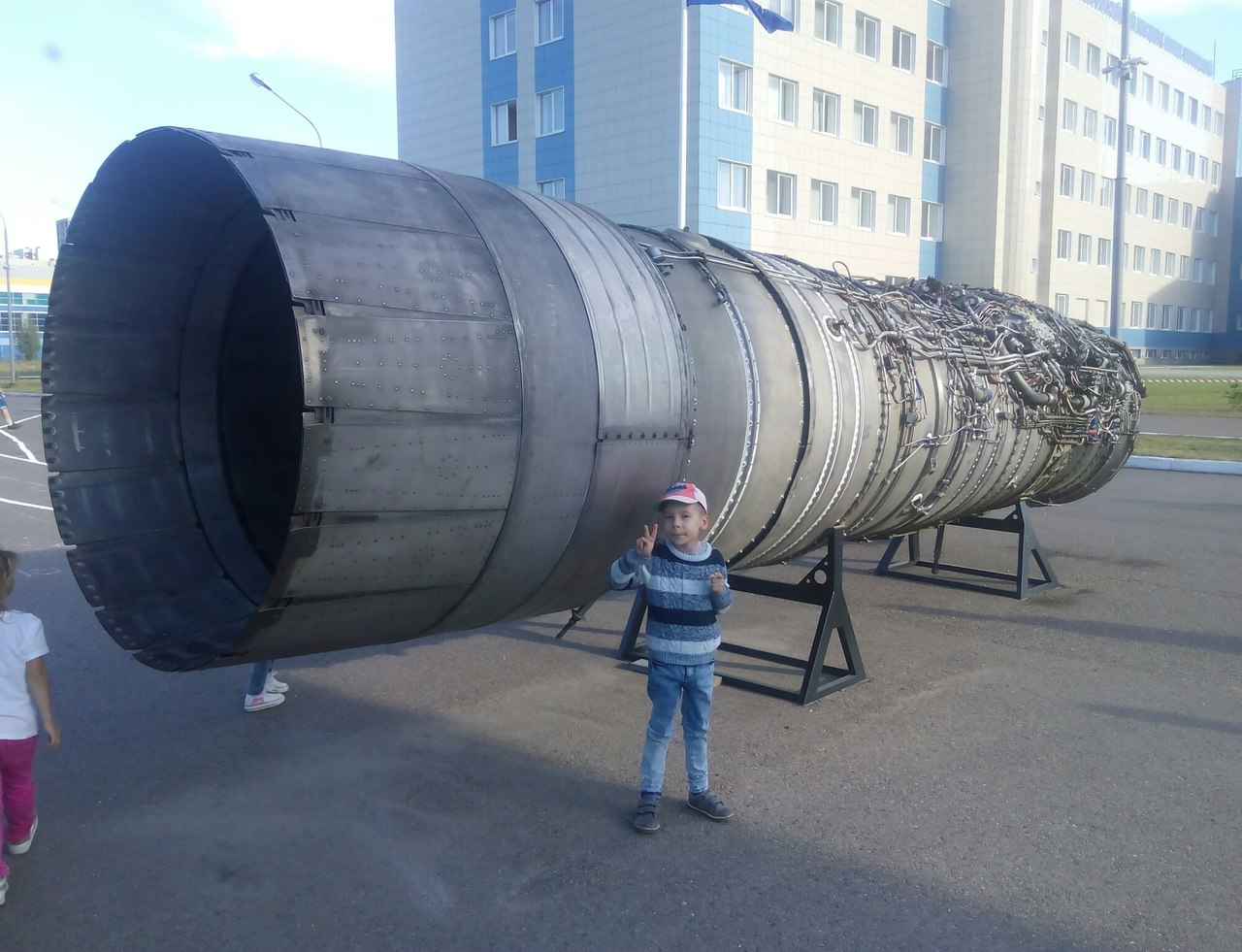
Двигатель НК-144 на постаменте у здания КАИ в г. Казани

Силовая установка (СУ) представляет собой совокупность авиационного двигателя с агрегатами, системами и устройствами, и служит для создания силы тяги, необходимой для полёта самолёта и обеспечения работоспособности на борту самолёта систем энергоснабжения и жизнеобеспечения. На летательном аппарате может быть несколько силовых установок, которые нумеруются слева-направо при виде сзади.
Двигатель и его системы включают: двигатель(-и) (газотурбинный, поршневой) и его систему управления; систему запуска двигателя; топливную систему двигателя (топливная аппаратура); масляную систему двигателя; систему отбора воздуха от двигателя; систему выхлопа, в том числе устройство изменения направления вектора тяги.

### Типы двигателей и их размещение на самолёте
На самолёте могут быть установлены:
- поршневые двигатели для учебных или легкомоторных самолётов со скоростями полёта не более 300...400 км/ч. Поршневые двигатели используют в качестве топлива авиабензин.
- турбовинтовые и турбовентиляторные двигатели со скоростями полёта обычно не более 700...800 км/ч. Топливом служит авиационный керосин.
- турбореактивные, в том числе двухконтурные турбореактивные двигатели с форсажной камерой или без неё. Эти двигатели обеспечивают большие дозвуковые, а также сверхзвуковые скорости полёта. Топливом служит авиационный керосин.
- прямоточные воздушно-реактивные двигатели ПРВД, жидкостные ракетные двигатели ЖРД и другие типы двигателей, более применяемые в ракетной технике. Они обеспечивают высокие скорости полёта — 3000 и более км/ч.

Для авиационных двигателей наиболее важными параметрами являются: удельный вес, удельный расход топлива, удельная тяга и высотно-скоростные характеристики.

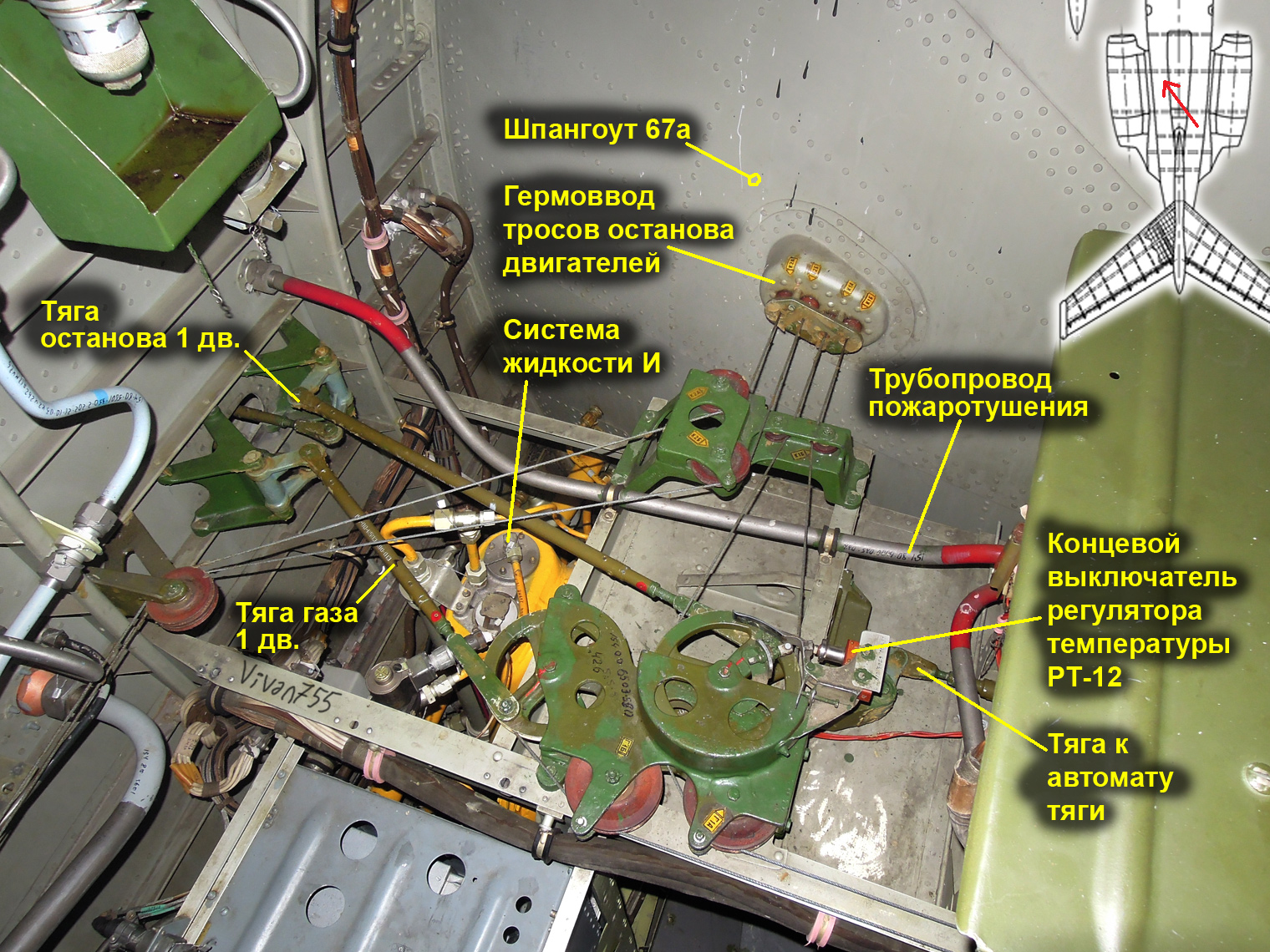
Самолёт Ту-154, пятый технический отсек. Проводка управления двигателями: тросы, тяги и шкивы, а также гермоввод тросов через гермошпангоут

Размещение двигателей продиктовано несколькими противоречивыми требованиями, а именно:
- должна обеспечиваться надёжность двигателей и СУ в целом
- СУ должна создавать минимальное лобовое сопротивление
- тяга двигателей должна оказывать наименьшее влияние на характеристики устойчивости и управляемости самолёта
- должно быть обеспечено удобство технического обслуживания двигателей и минимальные трудозатраты при монтажно-демонтажных работах, в том числе простота замены двигателя целиком
- должно быть обеспечено предотвращение попадания посторонних предметов и частиц с поверхности грунта (покрытия аэродрома)
- должна быть обеспечена пожарная безопасность

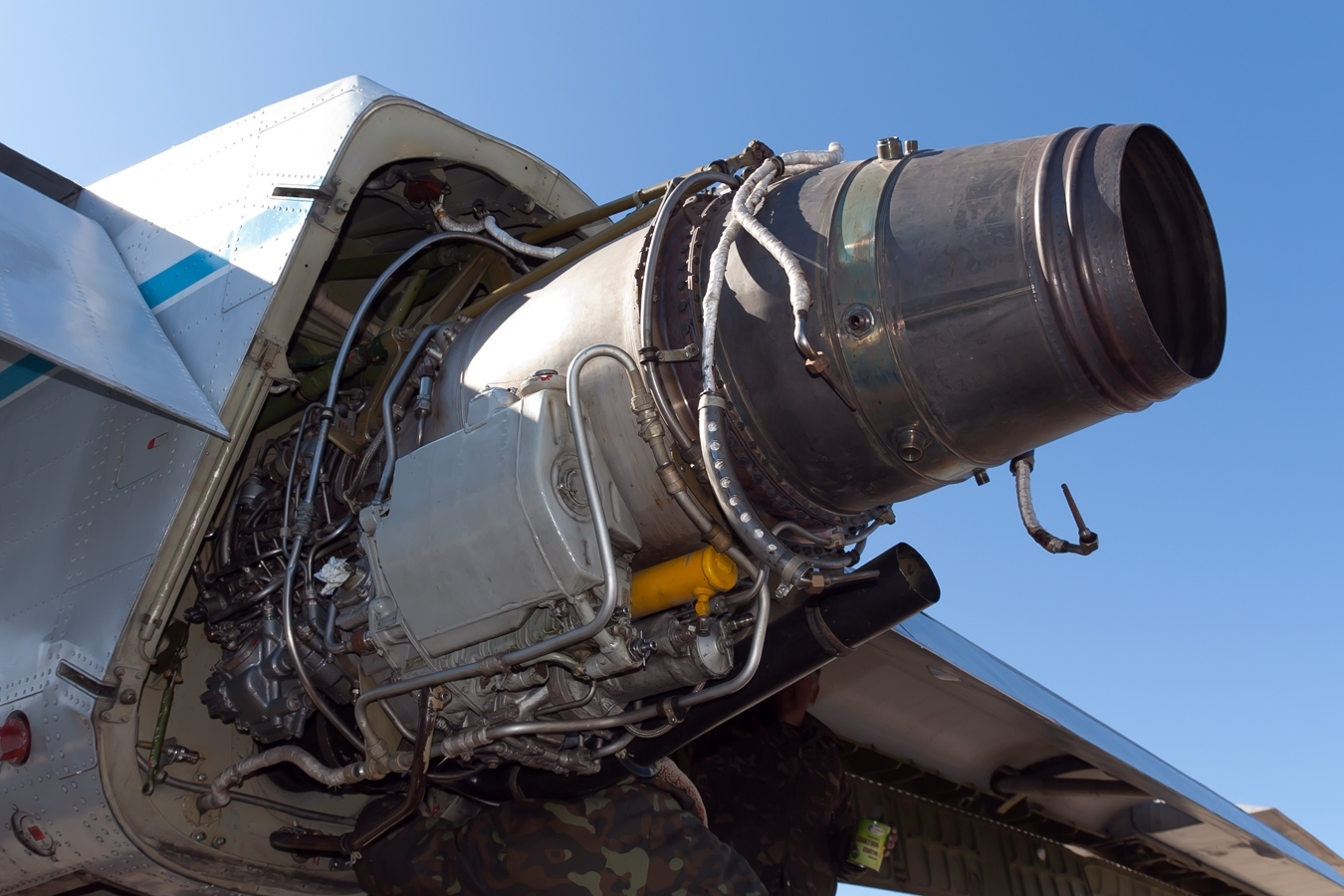
Правая мотогондола самолёта Ан-26, раскапотированный вспомогательный двигатель РУ19А-300

Таким образом, в настоящее время применяется несколько схем размещения двигателей, а именно:
- в фюзеляже (манёвренные истребители МиГ, Су и др.)
- в корневой части крыла («Вулкан», Ту-16)
- в гондолах под крылом (В-52, Ан-24, Ил-76 и др.)
- в хвостовой части фюзеляжа (Ту-134, Як-40, Ил-62, Ту-22)
- над фюзеляжем или крылом (А-10, Ан-72)
- снизу под фюзеляжем и крылом («Конкорд», Ту-160)

#### Ресурс авиационных двигателей
Ресурс всех авиационных двигателей значительно (во много раз) меньше ресурса планера. Все самолёты проектируются на возможность замены двигателя на самолёте в эксплуатирующей организации и с минимальными трудозатратами.
Наименьший ресурс имеют двигатели беспилотных летательных аппаратов одноразового применения (ракет), который исчисляется считанными часами. На боевых самолётах ресурс двигателя до первого ремонта (на ремзаводе) обычно составляет несколько сотен часов. Наибольший ресурс у двигателей, специально разработанных для пассажирских самолётов.
Ресурс обычно считают в часах наработки или в циклах запуска, кроме того, учитывается календарное время эксплуатации (в годах).
Ресурс отечественных поршневых моторов времён ВОВ  составлял обычно 100...150 моточасов.
Турбореактивные двигатели

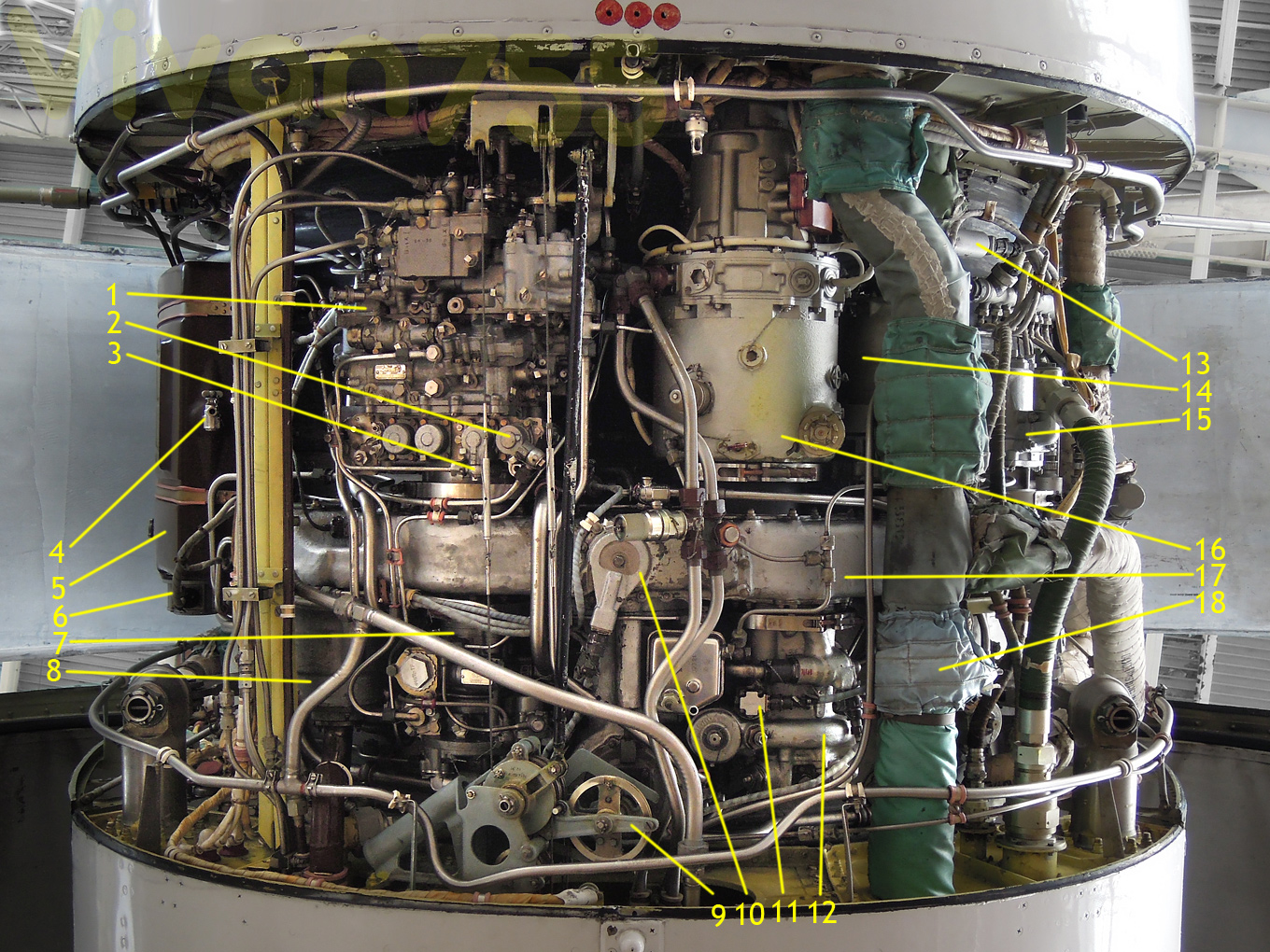
Агрегаты двигателя Д-36

- РД-9БК — малоресурсный вариант двигателя РД-9 для беспилотных разведчиков и самолётов-мишеней Ла-17. Ресурс двигателя составляет 10 часов.
- РД-500 (копия английского Rolls-Royce Derwent V) — турбореактивный двигатель, устанавливался на серийные самолёты Ла-15, Як-23, рад опытных самолётов, не пошедших в серию, а также на крылатую ракету КС-1. Ресурс этого двигателя составляет 100 часов.
- Р15Б-300 — турбореактивный двигатель с форсажной камерой для самолёта МиГ-25. Назначенный ресурс 300 часов.
- РД-3М-500 — турбореактивный двигатель для Ту-16 и Ту-104. Ресурс двигателя до первого ремонта 500 часов.
- Д-30КП-2 — турбореактивный двигатель для транспортного самолёта Ил-76. Назначенный ресурс двигателя — 6500 часов.
- Pratt & Whitney F100-PW-229 — двухконтурный турбореактивный двигатель с форсажной камерой. Применяется на самолётах  F-15 и F-16. Назначенный ресурс двигателя до первого ремонта — 10 лет/6000 циклов.
- Pratt & Whitney PW4000 — двухконтурный турбовентиляторный двигатель. В различных модификациях применяется на пассажирских самолётах: Airbus A300, Airbus A310, Boeing 747, Boeing 767, McDonnell Douglas MD-11. Ресурс двигателя до первого ремонта — 15000 циклов.

Фото справа — навесные агрегаты двигателя Д-36: 1 — топливный регулятор, 2 — подвод давления от компрессора, 3 — подвод давления на входе в двигатель, 4 — кран слива масла, 5 — маслобак, 6 — датчик уровня масла, 7 — блок топливных насосов, 8 — центробежный суфлёр, 9 — тросовая проводка управления, 10 — сигнализатор стружки, 11 — термостружкосигнализатор, 12 — маслоагрегат, 13 — электромагнит воздушного стартёра, 14 — воздушный стартёр, 15 — гидронасос, 16 — привод-генератор ГП-21, 17 — коробка приводов, 18 — труба сжатого воздуха.

## Топливная система

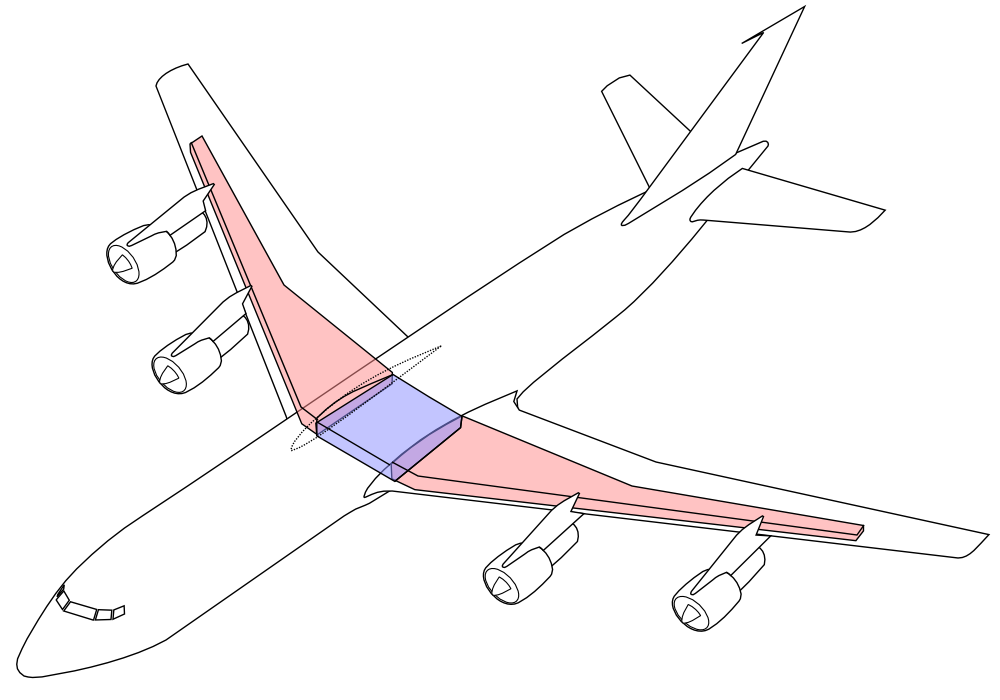
Схема расположения топливных баков современного пассажирского лайнера

Топливная система (ТС) — группа ёмкостей для хранения запаса жидкого топлива на борту летательного аппарата с системой соединительных трубопроводов, а также система подачи топлива к двигателям и его перекачки, заправки и слива топлива, наддува и дренажа топливных баков, а также электронная система заправки, измерения и центровки.
Небольшие маломанёвренные летательные аппараты имеют несложную топливную систему, тогда как высотные и скоростные — много сложнее.
Топливная система условно делится на топливную систему самолёта и топливную систему двигателя.
Количество топлива на борту воздушного судна измеряют не в единицах ёмкости, а как вес — в килограммах (в метрической системе) или в фунтах (LBS).

### Историческая информация
На самолётах вплоть до середины 20-го века широко применялись бензиновые поршневые моторы. В качестве горючего использовались чистые или этилированные бензины, а также различные топливные смеси на основе бензина (смеси бензина с бензолом, толуолом, изооктаном, этиловым спиртом и др., более подробно в статье: Авиабензин).
На самолётах того времени устанавливался один бензобак с внутренней расходной ёмкостью или группа баков (на больших самолётах), соединённых меж собой по принципу сообщающихся сосудов. Баки часто выполнялись в виде круглых (цилиндрических) или овальных ёмкостей, устанавливались на ложементы (по терминологии тех лет — опорные сёдла) и фиксировались металлическими лентами (приблизительно также сейчас устанавливают топливные баки на больших автомобилях). Затем бензобаки стали изготавливать сложной в плане формы, для максимального использования свободного пространства внутри фюзеляжа или крыла. Топливо подавалось к мотору механическим всасывающим насосом, установленном на моторе. Насос на карбюраторном моторе развивал давление 0,2-0,3 кг/см3. Также для облегчения запуска мотора почти всегда устанавливался бачок пускового топлива — небольшая ёмкость, которая заправлялась т.н. пусковым бензином, а в холодное время года топливной смесью из бензина и эфира. Бензобаки обычно изготавливались из мягкого алюминиевого сплава АМц, в военное время практиковалось изготовление баков из фибры. На военных самолётах баки снаружи обтягивались протектором.
```
Протектор бензобака
 представляет собой резиновую оболочку, склеенную из  нескольких слоёв специальной резины и корда. Например, протектор бака самолёта И-16 состоял из первого внутреннего слоя бензостойкой резины, затем шёл слой набухающей резины, третий и четвёртый слой прорезиненного корда, и верхний пятый слой из бензостойкой резины. После сборки бака резиновый протектор вулканизируется. В сумме все слои образовывали толщину протектора 8 мм
[
9
]
```

С появлением и развитием реактивной авиации топливная система самолёта претерпела изменения в связи с переходом на новый вид авиатоплива — авиационный керосин Постепенно были выработаны конструктивные решения, применяемые по сей день.

### Устройство ТС
Топливные баки делят по размещению на фюзеляжные, центропланные, консольные, по назначению на основные, расходные, предрасходные, балансировочные, дренажные, пилотажные (топливные аккумуляторы) и т.д. На пассажирских и грузовых самолётах топливо стараются разместить в крыле, чтобы освободить пространство для пассажиров или груза внутри фюзеляжа. В современном самолёте в качестве топливных баков часто используются свободные полости внутри крыла или силовых отсеков планера, это так называемые кессон-баки. На боевых машинах могут использоваться вкладные мягкие баки, изготовленные из специальной многослойной губчатой пенорезины, которая сама затягивается при прострелах бака, предотвращая вытекание топлива. Также внутренняя полость бака может быть заполнена губчатым материалом, например пенополиуретаном, что предотвращает перетекание топлива при энергичном маневрировании и положительно влияет на пожаровзрывобезопасность бака. На некоторых самолётах применяются довольно сложные конструкции под названием — бак-отсек, выполняющие роль силовых элементов планера, отсеков для оборудования и одновременно являющиеся ёмкостями для топлива (например МиГ-23, МиГ-25).
Система выработки топлива делится на систему перекачки и систему подачи топлива к двигателю. Схема подачи топлива к двигателям определяется в каждом конкретном случае и зависит от количества топливных баков, количества двигателей и их компоновкой на самолёте.
Топливо в двигатель подаётся механическим насосом высокого давления, установленном на двигателе. К насосу топливо поступает из расходного бака. В расходном баке обычно установлено два электрических насоса подкачки. Расходный бак поддерживается на протяжении всего полёта полным за счёт перекачки топлива из других (основных) баков самолёта баковыми перекачивающими насосами.
Все баки самолёта имеют систему дренажа и наддува.
Заправка топливом может выполняться как побаково через горловины заправки, так и централизовано через стандартизированный узел централизованной заправки под давлением.
Для контроля заправки и расхода топлива на современных самолётах применяют электронные топливомеры с ёмкостными датчиками уровня топлива и (или) расходомеры, показывающие выработку топлива.
Некоторые военные самолёты имеют возможность дозаправки топливом в полёте.

### Система нейтрального газа (НГ)
Для предотвращения пожаров и взрывов паров топлива при аварийных ситуациях (боевые повреждения или вынужденные посадки) все военные и некоторые гражданские самолёты имеют систему заполнения баков т. н. «нейтральным газом» (НГ). Обычно для этих целей применяется азот или техническая углекислота, возимый на борту самолёта в баллонах высокого давления, иногда применяются бортовые генераторы нейтрального газа (например, на Ил-76 или Ан-22). Ранее (в годы ВОВ) для этих целей также применяли охлаждённые выхлопные газы, забираемые из выхлопного коллектора мотора.
Нейтральный газ подаётся в топливные баки самолёта по мере выработки топлива, не позволяя поступать в бак забортному воздуху через систему дренажа бака, что резко снижает пожароопасность.
Система НГ на военных самолётах используется только при выполнении боевого вылета или при развитии аварийной обстановки. Помимо заполнения баков, система НГ часто может использоваться для системы пожаротушения, в качестве дополнительного средства при израсходовании основного пламягасящего состава.
На пассажирских самолётах на законцовках крыла или мотогондолах двигателей могут устанавливаться ударные датчики, автоматически срабатывающие при посадке самолёта «на брюхо» и вызывающие мгновенную подачу НГ в баки и отсеки.

## Система управления полётом
(см. статью: Система управления полётом самолёта)

### Термины и определения
Процесс изменения сил и моментов, необходимых для полёта самолёта по заданной траектории, называют управлением. Системой управления называют совокупность устройств, предназначенных для  управления движением летательного аппарата.
Система управления ЛА может быть ручной, автоматизированной (полуавтоматической) или автоматической.
Если лётчик приводит в действие органы управления и устройства посредством собственной физической (мускульной) силы, то это будет чисто ручное управление.
Если в процессе управления лётчиком в процесс управления вмешиваются автоматические устройства и системы, то это будет полуавтоматическое управление.
Если весь процесс управления выполняется автоматикой без вмешательства лётчика, а роль человека сводится к контролю и наблюдению за функционированием автоматики, то это будет автоматическое управление.
Бустерная система управления — система управления, в которой исполнительными механизмами органов управления управления служат бустеры, то есть силовые агрегаты управления.  

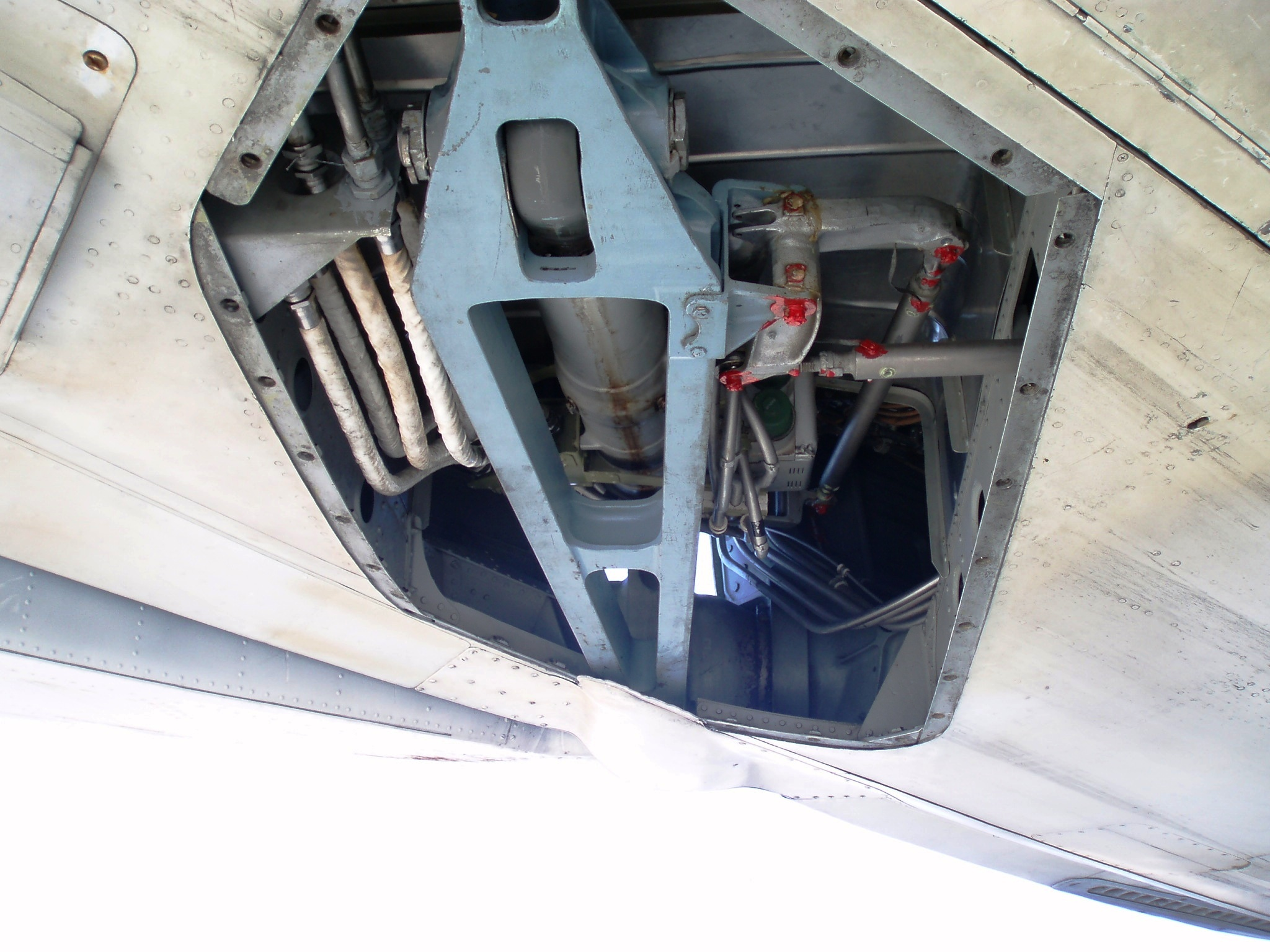
Рулевой гидравлический привод левой половины стабилизатора самолёта Ту-22М3

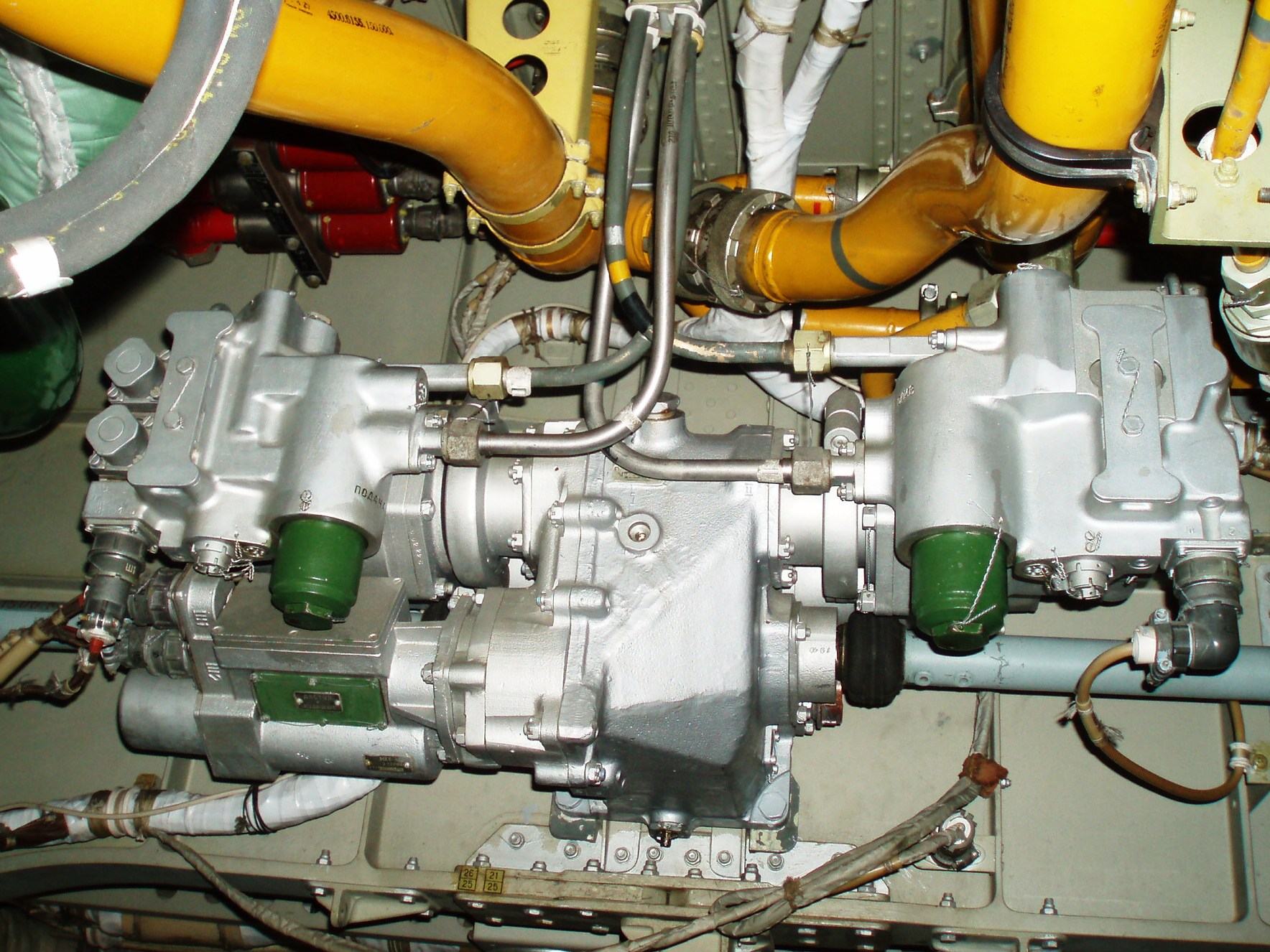
Гидравлический рулевой привод РП-60-4

Бустер — это  вспомогательное устройство для увеличения силы и скорости действия основного механизма (агрегата). В авиации в основном применяются гидроусилители (ГУ). Гидроусилители бывают обратимые (с обратной связью, они снимают только определённую часть нагрузки с органов управления) и необратимые (без обратной связи, они снимают всю нагрузку с органов управления полностью). В этом случае для имитации привычных усилий лётчику применяют пружинные механические или адаптивные электромеханические загрузочные механизмы (полётные загружатели).
Также в авиации применяется термин: директорное управление (от латинского слова directum — управлять). При директорном управлении задача пилота сводится к тому, чтобы соответствующим мускульным воздействием на органы управления самолётом удерживать командные индексы (директоры) на командных приборах (ПКП и ПНП) в околонулевом положении (более подробно см. в статье Система траекторного управления.
Командный пост управления — центральный механизм управления, установленный в кабине экипажа. Включают командные рычаги и органы управления. На одноместных самолётах командный пост управления соответственно один, на самолётах с многочленным экипажем центральных постов управления обычно два (левый и правый лётчик).
Проводка управления предназначена для связи командных постов с исполнительными механизмами системы управления. Бывает механической, электрогидромеханической иди электродистанционной без механических связей.
Механическая проводка управления представляет собой совокупность элементов, обеспечивающих дистанционную передачу сигналов от лётчика или автоматической системы управления к органам управления.
Электрическая проводка управления представляет собой совокупность источников питания, электропроводки, коммутационных и других устройств, обеспечивающих передачу управляющих сигналов от лётчика или автоматической системы управления к органам управления.
Гибкая проводка управления  обеспечивает передачу управляющих сигналов посредством возвратно-поступательных перемещений тросов, стальных проволок, лент или цепей.
Жесткая проводка передаёт усилия возвратно-поступательным или вращательным движением жёстких тяг.
На практике весьма часто применяется смешанная проводка управления — комбинация жёстких и гибких проводок, а также механических, гидромеханических и электродистанционных каналов управления полётом ЛА.

### Некоторые основные агрегаты системы управления

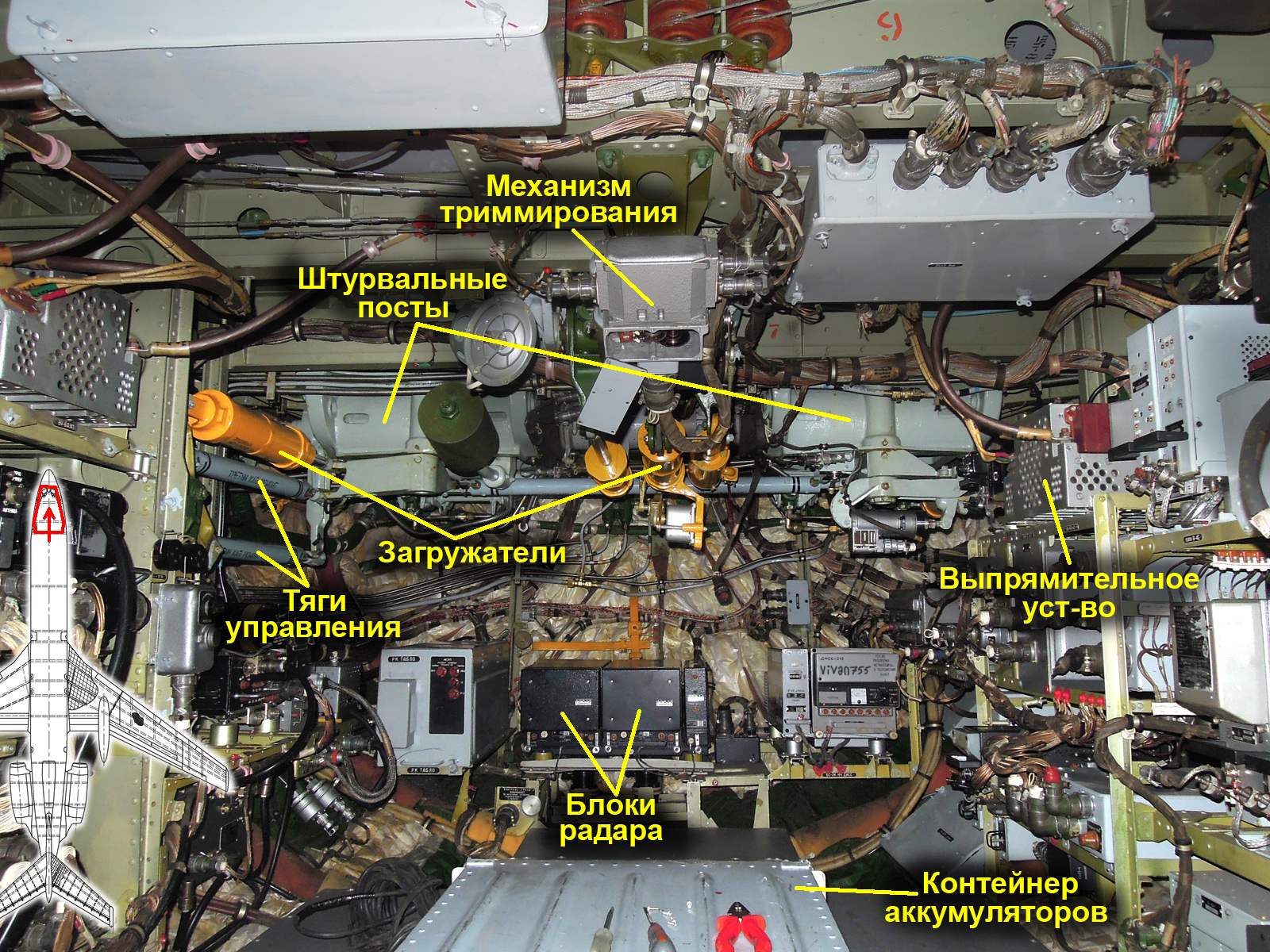
Технический отсек самолёта Ту-154 в районе подполья кабины. На потолке отсека расположены устройства и агрегаты управления полётом

Рулевая машина (РМ) — дистанционная, часто электрическая машина, предназначенная для заданного перемещения промежуточных элементов проводки управления в соответствии с полученной командой. Обычно представляет собой электроагрегат в виде электромотора с датчиком углового положения шкива машинки. РМ обычно применяются в качестве исполнительных механизмов простейших автопилотов. Как вариант РМ — электрический комбинированный агрегат управления (КАУ), который изначально преобразует вращательное движение встроенного электромотора в пропорциональное возвратно-поступательное движение штока (например, распространённый в своё время агрегат КАУ-107).
Рулевой агрегат (РА) — дистанционный приводной механизм, призванный заменить лётчика в контуре управления в части перемещения тяг. Обычно выполнен в виде гидравлического агрегата с многоканальным резервированием (2, 3 или 4-е параллельно работающих канала).
Рулевой привод (РП) - гидравлическое (иногда пневматическое или электрическое) силовое устройство, непосредственно предназначенное для перемещения управляющих поверхностей летательного аппарата. В структурном отношении РП представляет собой резервированную следящую систему с положительной обратной связью. Физически обычно представляет собой мощный спаренный гидромотор, с поступательным или вращательным движением выходного узла.

### Историческая информация
Долгое время система управления на самолётах была чисто механической. Усилия от штурвала и педалей передавались к рулям посредством тросовой проводки, проложенной на шкивах внутри конструкции планера, при этом рулевые машины автопилота включались параллельно в проводку управления. В дальнейшем тросовая проводка была заменена трубчатыми тягами, как выдерживающая большие усилия и менее подверженная деформациям. С ростом высот и скоростей появились гидроусилители, помогающие пилоту, так как человеческих сил для привода механизмов самолёта стало уже просто не хватать. В дальнейшем рост лётных и технических характеристик самолётов потребовал установки необратимых гидроусилителей, которые полностью брали на себя нагрузки от рулей, а для имитации привычных лётчику усилий потребовалось устанавливать на самолёты сложную систему имитации — пружинные загружатели (ПЗ) и механизмы эффекта триммирования (МЭТ), причём управление силовыми бустерами уже осуществлялось по дифференциальной системе — трубчатые тяги от штурвала и педалей передавали перемещения не напрямую, а через двухплечевые (дифференциальные) качалки. Одно плечо такой качалки было подключено на управление от лётчика, а второе плечо — от рулевой машины (агрегата) автопилота, и результирующие перемещение приходило на силовой бустер и, соответственно, управляющую поверхность самолёта. Такое управление с постоянной коррекцией от автоматики было вызвано необходимостью широкой автоматизации процесса пилотирования.

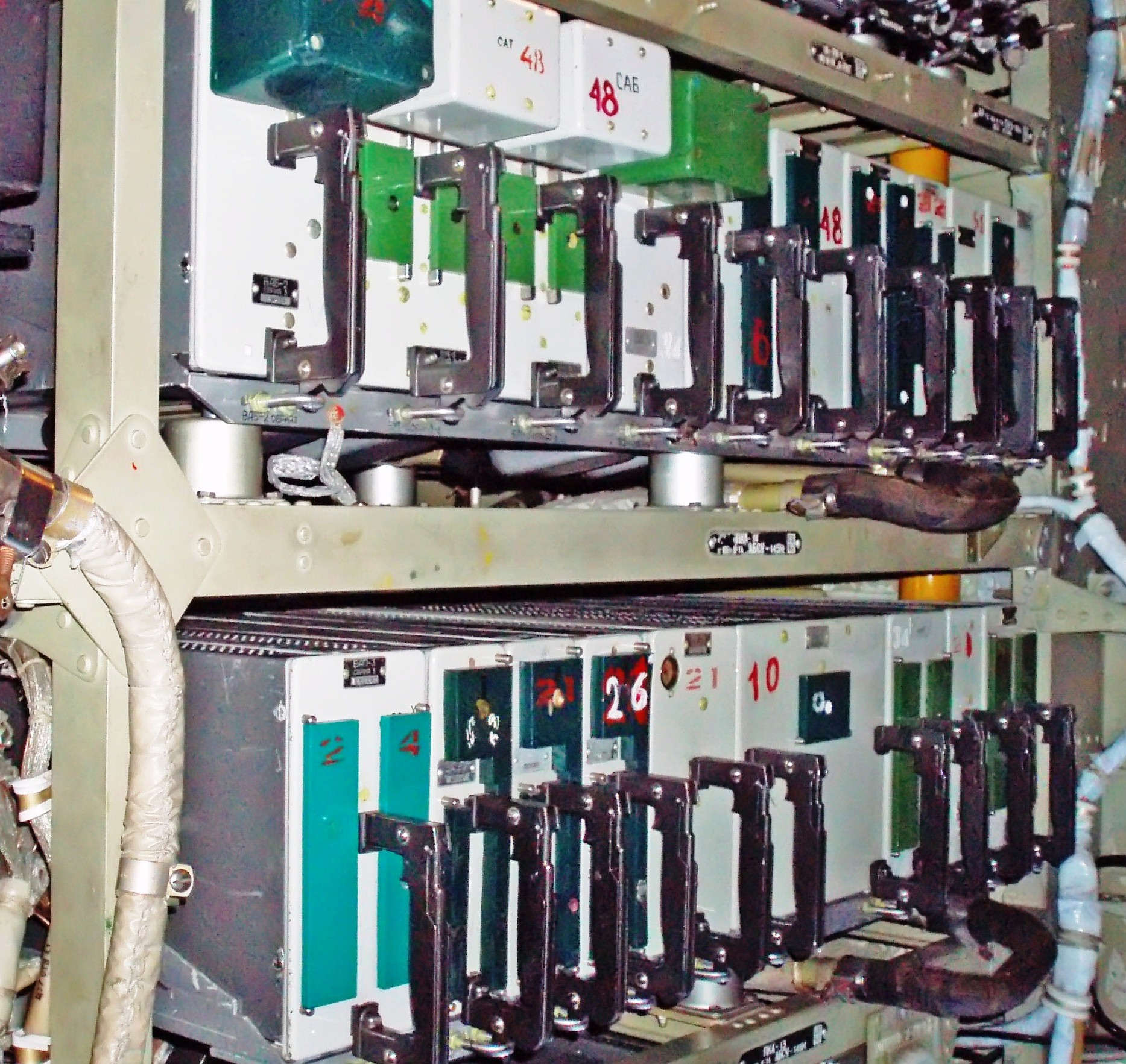
Электронные блоки системы автоматического управления полётом САУ-145М в отсеке самолёта Ту-22М3.

Подобные технические решения к 60—70-м годам 20-го века получили достаточно широкое распространение. Однако, такая система управления при множестве положительных качеств также имела массу недостатков, в частности, она была сложной, громоздкой и тяжёлой. Гораздо перспективнее было бы отказаться от механических тяг и части промежуточных электро- и гидравлических агрегатов, заменив это электропроводкой. Однако осуществить такую замену мешало то, что имевшаяся тогда электроника не была достаточно надёжной.
И только с развитием радиоэлектроники каналы электродистанционного управления стали постепенно внедряться. В советской авиации на серийном самолёте-бомбардировщике Ту-22М (1971 год) впервые в отечественной практике был применён электродистанционный канал по крену — четырёхканальная система дистанционного управления интерцепторами ДУИ-2М. Так как на предшественнике Ту-22 применялась механическая проводка с гидроусилителями, самолёт имел огромное количество проблем, связанных с устойчивостью и управляемостью, а из-за нагрева тяг при сверхзвуковом полёте возникало самопроизвольное перемещение штурвала, порою достигавшее запредельных величин. Установка электродистанционной системы с интерцепторами полностью решила данную проблему, позволила легко автоматизировать управление по крену и конструктивно освободила заднюю часть крыла под высокоэффективные закрылки.
Система ДУИ-2М построена по принципу: снятие сигнала угла поворота штурвала производится блоком синусно-косинусных трансформаторов, после чего сдвиг фаз относительно опорного фазирования сети 36 вольт 400 герц преобразуется в пропорциональный двухполярный сигнал постоянного тока уровнем до ±25 вольт, где ноль напряжения соответствует нулевому положения штурвала. Постоянное напряжение относительно опорной точки усиливается интегральными усилителями постоянного тока и далее поступает на усилители мощности на мощных биполярных транзисторах, которые управляют четырёхканальными электрогидравлическими рулевыми агрегатами РА-57. Агрегаты являются промежуточными механизмами управления силовыми рулевыми гидроприводами РП-64. Система выполнена с четырёхкратным электронным резервированием и дополнительным автоматическим резервным каналом по крену в канале тангажа (на самолёте установлен отдельный рулевой агрегат на стабилизаторе, позволяющий отклонять половины цельноповоротного стабилизатора дифференциально для управления по крену, при этом полностью сохраняется возможность отклонения половин стабилизатора синхронно для управления по тангажу).
Технически система ДУИ состоит из рамы с 4-мя усилительно-коммутационными блоками (легкосъёмные блоки кассетного исполнения с двусторонним печатным монтажом микросборок), блока встроенного контроля, датчика углового положения штурвала, ручки управления тормозом (интерцепторы на Ту-22М одновременно являются воздушными тормозами), двух рулевых приводов в полости подвижной части крыла и пульта управления (коммутации) каналами рулевых приводов.
При разработке высокоманёвренного самолёта Су-27 (1981 год) было решено, что самолёт будет статически неустойчивым при дозвуковых скоростях полёта. При исследованиях по данной теме выяснилось, что классическая дифференциальная система управления с управлением от лётчика и коррекцией от САУ не обладает должным быстродействием и точностью, поэтому для Су-27 разработали электродистанционный канал по тангажу — систему СДУ-10. Эта система, помимо дистанционного управления стабилизатором, решает задачи устойчивости и управляемости самолёта по всем трём осям системы пространственных координат. В канале тангажа она выполнена 4-х канальной, курса и крена — трёхканальной.
Стратегический ракетоносец Ту-160 (первый полёт в 1981 году) оборудован полностью дистанционной (по всем каналам управления) автоматической бортовой системой управления с четырёхкратным резервированием.
Первым серийным американским самолётом с аналоговой ЭДСУ стал A-5 «Виджилент» (начало эксплуатации 1961 год).
Несколько позже ЭДСУ появились и на пассажирских самолётах (впервые — на Airbus A320 и Ту-204). Большинство современных пассажирских и военных самолётов оснащены полностью дистанционной, по всем каналам, системой управления, а сейчас уже вместо обработки аналоговых сигналов применяется цифровой.
См. также: Сервопривод, Сервомашинка, Программно-аппаратный комплекс, Автопилот, Автоматическая бортовая система управления.

## Гидравлическая система самолёта
(Общие сведения в викистатье: Гидросистема)
Гидравлическая система используется на самолёте для привода подвижных частей, элементов и агрегатов. Применение гидравлической энергии вызвано сравнительно малыми габаритами и массой гидроприводов (по сравнению с электрическими агрегатами такой же мощности), простой фиксацией исполнительных механизмов в промежуточных положениях (в отличие от воздушных приводов). Рабочим телом служит специальное гидравлическое масло.
Приняты несколько стандартных рабочих давлений, на которые серийно выпускаются гидроагрегаты. На некоторых лёгких и сверхлёгких ЛА встречаются гидросистемы на давление 75-90 кг/см2, на средних и старых тяжёлых самолётах рабочее давление ГС составляет 150 кг/см2 (Ан-24/26, Ан-140, Ту-95), на большинстве средних и тяжёлых самолётов гидросистемы работают под давлением 210 кг/см2 (Ту-154, Ан-124 «Руслан» и мн. др.), а на некоторых высокоскоростных самолётах номинальное давление в ГС равно 280 кг/см2 (напр., на Су-27 или Ту-160). Более высокие давления выбраны для получения больших рабочих усилий при наименьшем размере и весе механизмов.
Историческая справка:
Гидравлические приводы появились на самолётах в конце 30-х годов 20-го века. Так, в СССР первым пассажирским самолётом, оборудованным гидроприводом, стал ПС-84 (лицензионная версия американского самолёта Douglas DC-3). На нём гидросистема была необходима для привода посадочных щитков, уборки и выпуска шасси, торможения колёс шасси и работы агрегатов автопилота. Эта гидросистема имела рабочее давление 56±3 кг/см3, рабочей жидкостью служило масло МВП (нефтяное приборное масло серно-кислотной очисти, производится по ГОСТ 1805-76 до н.в.).

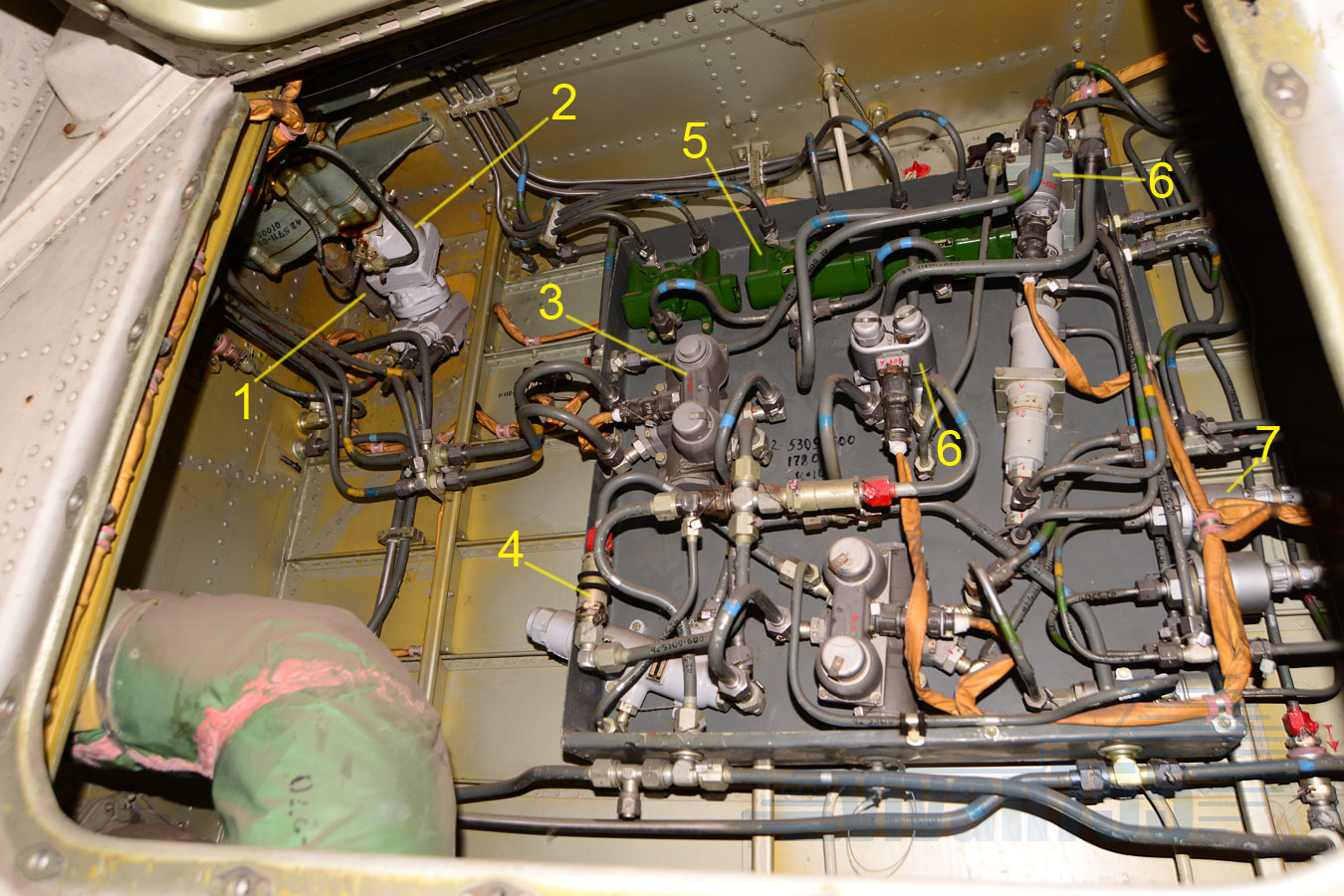
Гидропанель на самолёте Як-42. 1 — вал закрылков, 2 — привод закрылков, 3 — кран закрылков, 4 — обратный клапан слива, 5 — порционер спойлеров, 6 — кран спойлеров, 7 — датчик манометра

На боевых самолётах военного времени (1941-1945 гг) гидравлический привод применялся достаточно ограниченно. Основная масса лёгких самолётов того периода оборудовалась пневматическим приводом шасси и агрегатов (самолёты МиГ-3, Як, Ла-5/7, Ил-2 и мн. др.). На более тяжёлых самолётах, например, на бомбардировщике Ту-2 была смонтирована гидросистема с давлением нагнетания в пределах 75-85 кг/см3, которая применялась для привода стоек шасси, посадочных щитков, привода створок бомбового отсека, привода створок охлаждения моторов и управления тормозами колёс шасси. Давление создавалось двумя гидропомпами МШ-3 на моторах. В качестве рабочей жидкости применялась смесь из глицерина и этилового спирта в соотношении 1/1.
В послевоенное время происходило быстрое усложнение самолётов и более широкое применение гидропривода. К примеру, гидросистема самолёта Ил-28 служила для привода тормозов колёс шасси и управления закрылками; на поздних модификациях самолёта введено гидравлическое управление входным люком кормовой кабины, уборкой и выпуском шасси, управление створками фотолюка, установлены гидравлические механизмы раскрутки колёс шасси перед посадкой (очень редкая функция в авиации). Рабочее давление в системе 110 кг/см3, рабочая жидкость — гидросмесь ГМЦ-2. Гидросистема самолёта МиГ-15 служила для привода стоек шасси, щитков-закрылков и тормозных щитков. Давление в системе 150 кг/см3, рабочей жидкостью также служила спирто-глицериновая смесь.
В дальнейшем, с повышением скоростей полёта на самолёты стали устанавливать бустеры — гидроусилители в системе управления полётом. Для их функционирования на борту монтировалась вторая независимая от основной гидросистема, которая так и называлась — бустерная. С двумя разными гидросистемами было построено достаточно много типов скоростных и не очень самолётов (МиГ-19, МиГ-21, МиГ-23, Су-7Б, Су-17, Ту-95 и др.). Для повышения надёжности функционирования стали применять дублирование, то есть параллельно работали две одинаковые гидросистемы на общий исполнительный агрегат, либо применялось разделение групп потребителей по разным системам, с возможностью принудительного переключения на другую систему (так, например, построена гидросистема на самолёте Ту-16, Ан-12, Ил-62 и др).
Однако, на относительно современных самолётах самое широкое распространение получил принцип многоканальности, когда параллельно на все потребители работают две, три или четыре совершенно одинаковые гидросистемы. Именно так сделано на самолётах Су-27, Ил-76 и Ан-148 (две системы); Су-24, Ту-22М, Ту-154, Ан-22 (по три системы), Ту-160 и Ан-124 (по 4-е системы).
В качестве рабочей жидкости гидросистем сначала применялись смеси глицерина и спирта, затем минеральные масла АУ и МВП. Уже достаточно давно на многих типах отечественной авиатехники широко применяется минеральное масло АМГ-10. Эта жидкость вырабатывается на основе глубокодеароматизированной низкозастывающей фракции, получаемой из продуктов гидрокрекинга смеси парафинистых нефтей и состоящей из нафтеновых и изопарафиновых углеводородов. Жидкость содержит загущающую (полимер винилбутилового эфира) и антиокислительную присадки, а также красный органический краситель. На некоторых типах самолётов применяется негорючая синтетическая жидкость типа НГЖ-5у, представляющая собой смесь эфиров фосфорной кислоты с присадками, улучшающими вязкостные, антиокислительные, антикоррозионные и антиэрозионные свойства. Она применяется, например, на Ил-86, Ил-96, Ил-114, Ту-204, Ту-214 и др. В гидросистемах высокого давления некоторых сверхзвуковых самолётов используется синтетическая жидкость 7-50с-3 (смесь полидиалкилсилоксановых олигомеров с органическим диэфиром, ингибиторами окисления и противоизносной присадкой), нормально работающая в диапазоне температур от -60°С до +175°С (например, гидросистемы самолётов Ту-160, МиГ-31). Все эти отечественные жидкости имеют зарубежные аналоги.
Запас гидравлической жидкости на борту находится в гидробаках. Применяются как отдельные баки для каждой гидравлической системы, так и общие баки с внутренними перегородками, разделяющие контуры.  Для предотвращения кавитации и вспенивания рабочей жидкости применяют наддув гидросистемы — бак с гидросмесью находится под избыточным давлением газа (воздуха или азота), который давит на жидкость и предотвращает её кавитацию в линиях слива и на входе насосов.
Для создания давления применяют обычно плунжерные насосы постоянной производительности, смонтированные на коробках приводов маршевых двигателей, либо электрические насосные станции (НС) — гидронасос с приводом от электродвигателя. На старых типах самолётов применяли электродвигатели постоянного тока, сейчас широко применяют электродвигатели, работающие от сети переменного тока 208 вольт с частотой 400 гц. В качестве аварийного источника гидравлической энергии могут использоваться турбонасосные установки ТНУ, работающие от сжатого воздуха, отбираемого от ВСУ, или аварийные турбины — крыльчатки, выпускаемые в набегающий поток забортного воздуха.
Для снижения пульсаций рабочей жидкости, возникающих при работе насосов и для снижения провалов давления при подключении мощных потребителей на борту самолёта устанавливают гидроаккумуляторы. Часть гидроаккумуляторов используется в качестве аварийного источника энергии при полном отказе гидросистемы (например, в линии аварийного торможения колёс шасси). От гидроаккумулятора работает стояночный тормоз самолёта, емкости которого обычно хватает на сутки стоянки самолёта.
Для создания давления в гидросистеме самолёта при наземных проверках промышленность выпускала несколько типов гидравлических установок на прицепах, либо на автомобильном шасси (см. ст. Аэродромная техника).

## Пневматическая система самолёта
(общие понятия в статье: Пневматический привод)
Пневматическая, или воздушная система на современном самолёте служит для обеспечения энергией сжатого воздуха различных систем летательного аппарата. Основное назначение — это пневмопривод различных подвижных элементов механизации крыла, шасси; торможение колёс, управление створками бомболюков, пневмоперезарядка пушек; наддув гидробаков, наддув корпусов высоковольтных блоков радиостанций; герметизация входных люков кабин и отсеков; а также различные дополнительные функции на усмотрение конструкторов.

### История пневмопривода в авиации
Вероятно, что одним из первых применений энергии сжатого воздуха в авиации стал наземный запуск поршневых авиамоторов (см. статью: Пусковая система двигателя внутреннего сгорания, раздел 4. Пневмозапуск). Так, уже в 30-х годах 20-го века в СССР на самолётах устанавливались моторы М-17 с воздушным запуском на самолётах ТБ-1, ТБ-3, Р-5, МБР-2 и мн. других. В годы ВОВ пневмозапуск в качестве основного применялся на самолётах МиГ-3, Пе-8 (мотор АМ-35); Ил-2 (мотор АМ-38); Пе-2, ЛаГГ-3, истребители Яковлева (мотор М-105) и др. типах.
Для запуска мотора использовали наземную установку с баллоном высокого давления и редуктором, понижающем давление до 50 атмосфер. В дальнейшем на борту самолётов стали монтировать стандартизированную систему воздушного запуска под индексом ВС-50.
Пневмосистема на самолётах той поры работала в основном для уборки и выпуска шасси, торможения колёс и пневмоперезарядки пушек. На самолёте ставился баллон относительно небольшой ёмкости (в пределах 5-8 литров), который заряжался перед полётом до стандартного давления в 150 кг/см2. На выходе стоял редуктор на 50 кг/см2, так как все пневмоагрегаты самолёта были рассчитаны на именно это рабочее давление. Для пополнения запаса сжатого воздуха в полёте на моторе монтировался компрессор типа АК-50, качающий 50 атмосфер
Отдельно стоить упомянуть пневмосистему питания гироскопических приборов, применявшуюся на самолётах тех лет. Всё дело в том, что для привода гироскопических приборов использовали раскрутку воздушной струёй, поступающей внутрь кожуха гироскопа за счёт отсоса воздуха из последнего трубкой Вентури или вакуумной помпой. Такая система обеспечивала вращение гироскопа в пределах 10-12 тыс. об/мин. Вакуум в линии питания гироскопических приборов создавался помпой на моторе, также использовали разрежение во впускных коллекторах мотора.
В послевоенные годы пневмоприводы в авиации получили достаточно широкое развитие. Можно для ознакомления почитать статью: самолёт Ту-16, раздел «Планер», подраздел «Система сжатого воздуха».
Сейчас, несмотря на широкое применение гидропривода, пневмосистемы продолжают использоваться на самолётах, так как в некоторых случаях их применение более целесообразно, а в отдельных случаях и незаменимо.

## Противообледенительная система
Терминология: 
в авиации различают термины: «обледенение» и «обмерзание». Обледенение возникает в полёте. Обмерзание возникает при стоянке воздушного судна на земле. В статье ниже  рассматривается именно обледенение в полёте и борьба с ним.
Противообледенительная система (ПОС) предназначена для защиты самолёта в полёте от обледенения.

### Причины возникновения обледенения
Для возникновения обледенения необходимыми условиями являются наличие отрицательной температуры поверхности воздушного судна и наличие в воздухе сконденсированной влаги (облака, осадки). Температурный слой, в котором обледенение воздушного судна возникает наиболее часто, на всех фронтах остается примерно одинаковым: от -5 до -20°С. Образование льда на поверхностях летательного аппарата возникает вследствие соударения переохлажденных капель воды с поверхностью планера самолёта. Сухой снег и град обычно сносятся потоком не вызывая обледенения.
Обледенение уменьшает подъёмную силу крыла и увеличивает его лобовое сопротивление, мешает работе органов управления, ухудшает видимость пилотам, увеличивает вибрацию и нагрузку на отдельные элементы планера, отрицательно влияет на работу двигателей. Срывающиеся куски льда вызывают повреждения элементов планера и могут привести к остановке двигателя. Обледенение может стать причиной лётного проишествия вплоть до катастрофы воздушного суда.
Обледенению как правило подвергается передняя часть обтекаемой поверхности: передние кромки крыла, оперения, воздухозаборники двигателей, передние кромки воздушных винтов, коки винтов, переднее остекление кабины, выступающие в поток датчики типа приёмников воздушного давления, датчики угла атаки и т.п.
Обледенение — это одно из наиболее неблагоприятных метеорологических явлений, от которого в значительной мере зависит безопасность и регулярность полетов. В настоящее время наличие эффективной противообледенительной системы на самолёте обязательно.

### Защита от обледенения
Пассивный метод защиты заключается в выводе самолёта из зоны обледенения.
Активный метод заключается в применении противообледенительных устройств на борту самолёта.
Для предотвращения нарастания слоя льда используют три типа противообледенителей: термический, химический и механический.
Термический способ наиболее распространён. Принцип его работы основан на нагреве защищаемой поверхности до температуры, исключающей нарастание льда. В основном применяют два типа нагрева — электротермический и воздушно-тепловой. Ранее достаточно широко использовались химические и механические противообледенители, сейчас их применение ограничено. (технические подробности см. в статье: Противообледенительная система).
В СССР проблемой обледенения самолётов плотно занимались в 50-х годах 20-го века, для чего было оборудовано несколько специальных самолётов-лабораторий.

## Система кондиционирования и жизнеобеспечения
Основная статья: Система кондиционирования воздуха (авиация). См также статью: Кислородное оборудование.

### Общие понятия
Самолёты, летающие на высотах свыше 4 км, нуждаются в технических средствах обеспечения условий жизнедеятельности экипажа и пассажиров в связи с тем, что на большой высоте полёта из-за кислородного голодания у человека развивается высотная болезнь (гипоксия), выражающаяся в головокружении, слабости, сонливости и заторможенности, а с дальнейшим подъёмом происходит полная потеря работоспособности вплоть до летального исхода (высота выше 8 км считается смертельной зоной). Средний человек может начать ощущать недомогание при подъёме на высоту свыше 2 км, причём всё это очень индивидуально для каждого конкретного человека — при соответствующих тренировках человек будет работоспособен до высоты 5 км. Также усугубляющее влияние на самочувствие оказывает повышенная влажность воздуха — признаки гипоксии проявляются раньше при дождливой погоде, а также в приморских районах с устойчивой высокой влажностью: к примеру, в РФ это хорошо заметно (и учитывается) при нахождении в районах Дальнего востока.
Неподготовленный человек на высоте 7 км будет находиться в сознании несколько минут.
Также с увеличением высоты уменьшается температура наружного воздуха. В пределах тропосферы с подъёмом на высоту температура падает в среднем на 0,65°С на каждые 100 метров подъёма. На высоте 10 км от уровня земли температура воздуха в среднем соответствует -55°С.
Для решения этих проблем применяется несколько способов.
Так, на всех пассажирских самолётах (и большинстве военных) с рабочей высотой полёта более 4000 метров применяют герметизированные кабины вентиляционного типа, в которых во время полёта поддерживается приемлемое для человека давление воздуха и температура — это обычно давление, соответствующее условной высоте 2000-2700 м (это так называемая высота в кабине) и комфортная температура в пределах 18-22°С. Кроме того, скорость изменения давления в кабине пассажирского самолёта не должна превышать 0,018 мм. рт. ст./сек, так как более быстрое изменение давления подвергает людей физиологической опасности (риск баротравмы, см отдельную статью). На случай непредвиденной разгерметизации салона самолёта у всех пассажиров имеются кислородные маски упрощенной конструкции, а кислород для дыхания вырабатывается одноразовым химическим генератором.
На военных самолётах с негерметичной кабиной (или в потенциально опасной ситуации) экипаж использует кислородные маски для дыхания, начиная с высоты 4000 метров (на скоростных и высокоманёвренных самолётах кислородные маски у летчиков пристёгнуты на протяжении всего полёта). Необходимый запас медицинского кислорода хранится на борту самолёта в баллонах под высоким давлением или специальных устройствах. При полётах в мирное время на самолётах с гермокабиной кислородные маски экипажем используются начиная с высоты 7000-7200 метров, так как начиная с этой высоты перепад давления между кабиной и средой за бортом становится постоянным (обычно в пределах 0,4 кг/см3) и начинает повышаться высота в кабине, что ухудшает работоспособность экипажа. На высотах свыше 12000 метров экипажи экипируются в  скафандры, либо применяют кислородные маски с избыточным давлением и высотно-компенсирующие костюмы (ВКК). Если скафандр устойчиво поддерживает жизнедеятельность и работоспособность лётчика в крайне неблагоприятных условиях высотного полёта, то основная задача ВКК — это не дать лётчику умереть при взрывной декомпрессии при катапультировании (о работоспособности лётчика речь не идёт, для этого была специально разработана и используется автоматика на катапультном кресле).
Итак, по принятым в авиации стандартам, высота:
- до 2000 м — безопасная высота, не оказывающая влияния на деятельность человека
- 4000 м — максимальная высота для человека без средств жизнеобеспечения; летательные аппараты летающие ниже этой высоты не имеют герметических кабин

### Историческая информация (кратко)
На серийных самолётах штатное кислородное оборудование стало появляться с повышением потолка полёта самолётов. Так, на широко распространённом истребителе И-16 (начало производства 1934 год) уже устанавливалось кислородное типовое оборудование тех лет:
- баллон с кислородом на 4 литра
- кислородный прибор КПА-3-БИС — автоматический регулятор подачи кислорода в зависимости от высоты полёта
- кислородная маска лётчика
- трубопроводы и кислородная арматура

Также аналогичное кислородное оборудование ставилось, например, на бомбардировщике ДБ-3 (1936 год). Кабина на этом самолёте была не герметична и не имела какого-либо отопления, а экипаж экипировался в тяжёлое меховое обмундирование, в котором была предусмотрена установка электрических нагревательных элементов с питанием от бортовой сети самолёта.

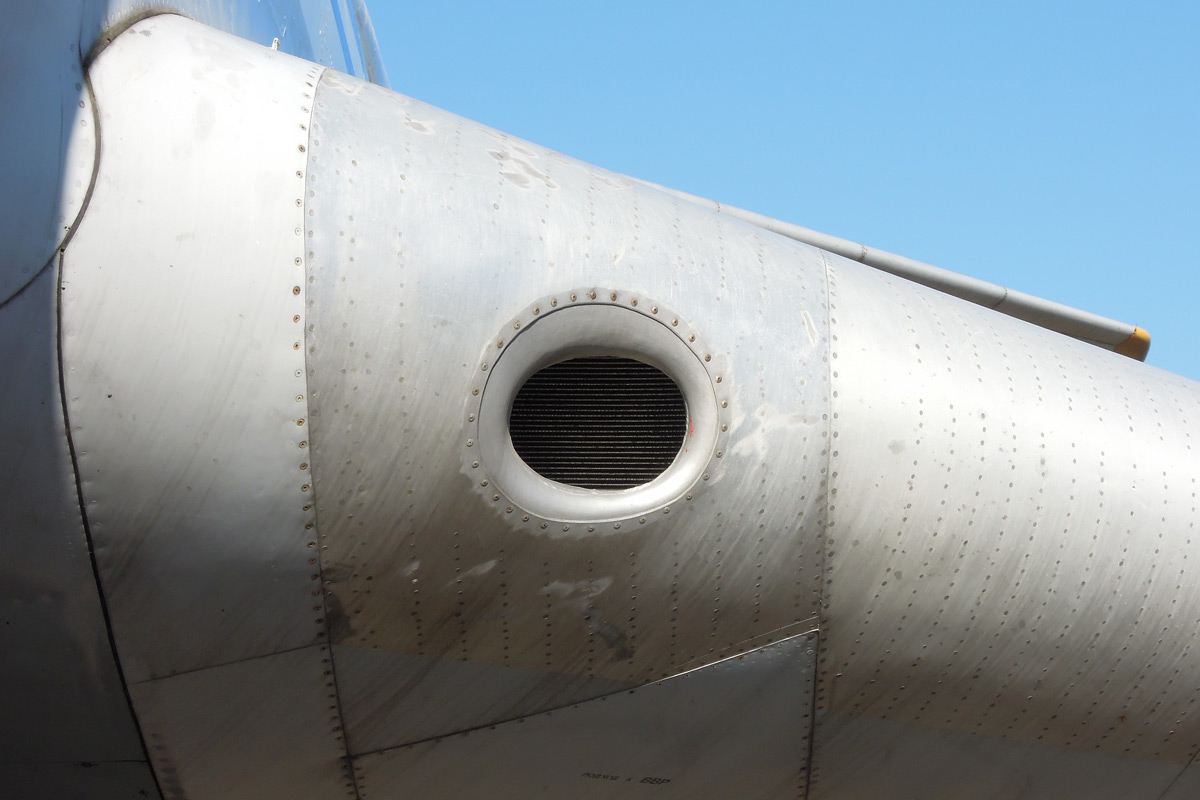
Воздухозаборник воздухо-воздушного радиатора (ВВР) в крыле Ту-154

Подобная ситуация в СССР (да и не только в СССР) сохранялась и в годы второй мировой войны: боевые самолёты военного времени не имели отапливаемых кабин и наддува, а экипажи при полётах на больших высотах использовали примитивное по сегодняшним меркам кислородное оборудование. Так, например, широко использовались регуляторы непрерывной подачи кислорода, работа которых не зависела от фаз дыхания (теперь используются так называемые лёгочные автоматы, подающие кислород в маску только на вдохе).
На пассажирском самолёте ПС-84 (лицензионная версия Douglas DC-3), военно-транспортном Ли-2 и более поздней американской версии С-47 применялась система отопления кабины экипажа (а на пассажирских стояла и система отопления салона). Эта система работала по принципу отбора тепла от выхлопных коллекторов моторов, для чего в выхлопных трубах монтировались калориферы воздушной системы отопления или котел паровоздушной системы отопления (только на правом моторе). На одномоторных самолётах тепло в кабину поступало через нагретую противопожарную перегородку от горячего мотора, а на самолётах с моторами воздушного охлаждения этого тепла было даже сильно в избытке.
Вероятно, что первым самолётом в СССР, получившим полноценную гермокабину с наддувом, стал Ту-4 (нелицензионная версия американского бомбардировщика Boeing B-29 Superfortress). При маршрутном полёте на рабочей высоте 6100 метров в кабинах бомбардировщика поддерживалось давление, соответствующее давлению на высоте 2400 метров. При подлёте к цели экипаж выключал наддув кабин и переходил на дыхание из кислородной системы самолёта, во избежание получения баротравм при прострелах фюзеляжа.

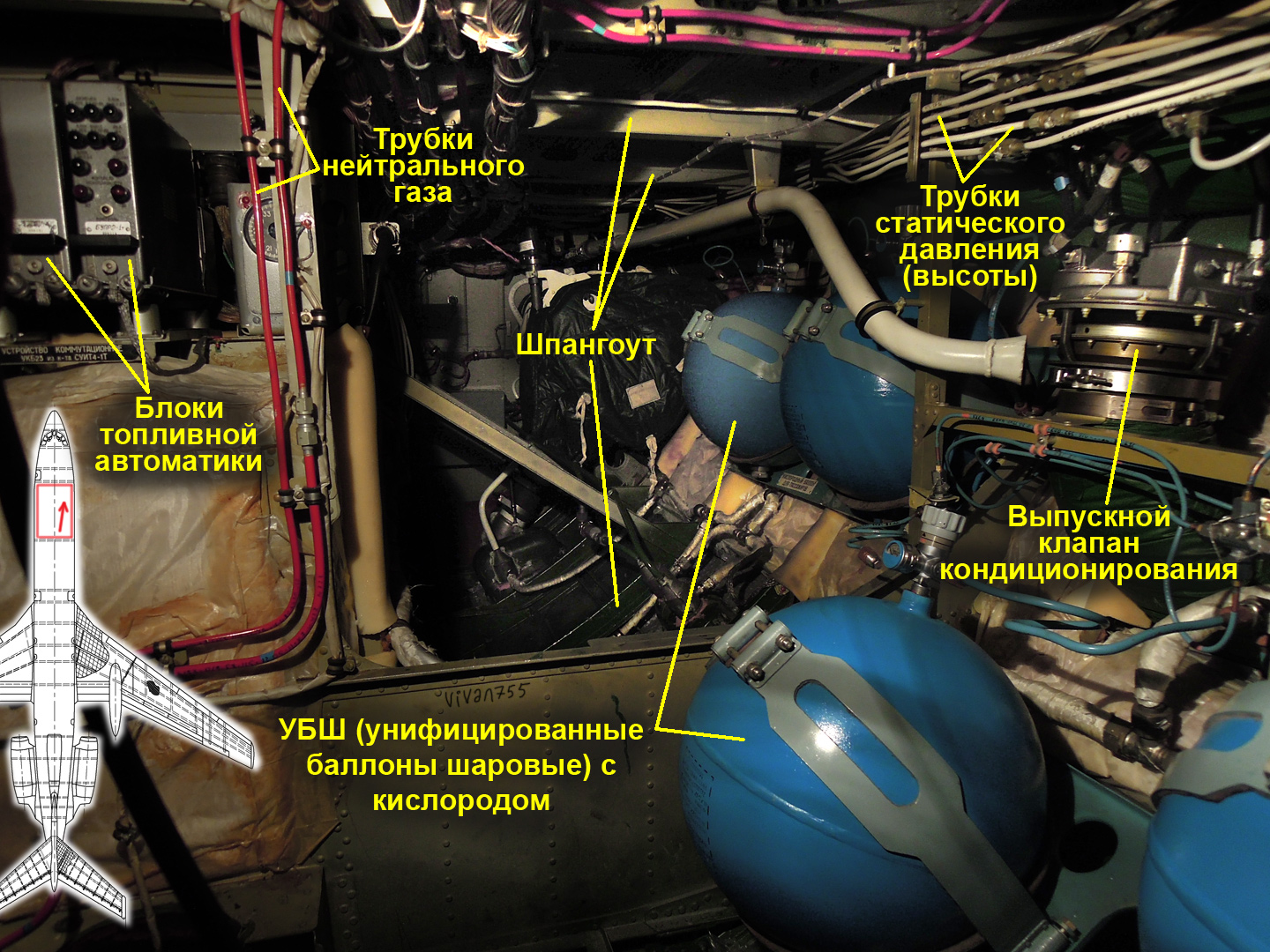
Шаровые кислородные баллоны в отсеке самолёта

В дальнейшем все магистральные лайнеры, а также боевые самолёты стали оснащаться развитым оборудованием жизнеобеспечения, системами кондиционирования и наддува. В небольших самолётах устанавливались системы отопления и вентиляции попроще, использующие разные технические принципы (обычно использовались теплообменники в выхлопной системе или электрические печки). Основная же масса воздушных судов самого различного назначения получила полноценную бортовую систему кондиционирования воздуха (СКВ), обеспечивающую вполне комфортные условия на борту самолёта.
На самолётах система кондиционирования используется не только для создания условий экипажу и пассажирам, но также и для охлаждения (продува) многочисленных блоков электронной аппаратуры, установленной на борту, и для поддержания температурного режима в некоторых негерметичных отсеках самолёта (грузовых, багажных, технических отсеках). Так, например, для нормального срабатывания ядерного боеприпаса его необходимо везти к цели в достаточно узком интервале температур, что требует установки на самолёте-носителе отдельного т.н. контура кондиционирования изделия.

## Противопожарное оборудование самолётов
Основная статья: Система пожаротушения (авиация), см. также: Система сигнализации пожара в авиации
В авиации мерам противопожарной защиты уделяется огромное значение, так как от этого зависят человеческие жизни. Кроме того, все объекты авиационной техники чрезвычайно дорогостоящие.
Противопожарное оборудование (ППО) — это совокупность оборудования пожарной сигнализации и системы пожаротушения на борту самолёта. Состоит из пассивных конструктивных элементов предупреждения и нераспространения пожара и активных средств пожаротушения: противопожарной системы и системы нейтрального газа.
В качестве пассивных элементов предупреждения пожара на самолёте используется множество конструктивных решений: теплоизоляция горячих отсеков или элементов конструкции матами с минеральной ватой, стекловолокном или асбестовыми тканями; создание отражающих поверхностей наклейкой фольги или напылением серебра; оплётка жгутов электропроводки фторопластовыми лентами и т. д. Часть шпангоутов в самолёте делаются сплошными и выступают в роли противопожарных перегородок, также в обязательном порядке разделяют перегородкой горячую часть двигателя (камеру сгорания и сопло) и холодную (ВНА и компрессор). В горячей зоне двигателей запрещается использование любых горючих материалов, более того, все основные агрегаты двигателя вынесены в холодную зону. В моторных отсеках предусматривается дренажная система для предотвращения скоплений топлива и рабочих жидкостей, опасных в пожарном отношении.
Все моторные отсеки и мотогондолы в полёте продуваются забортным воздухом. Если в каком-то случае невозможно обеспечить эффективное охлаждение, то вводятся эксплуатационные ограничения (например, часто ограничены по времени форсажные режимы).
В качестве активных средств используют систему сигнализации о пожаре и систему пожаротушения. На самолётах нередко создают значительный запас огнегасящего состава, который можно расходовать поэтапно, в так называемые очереди пожаротушения (первую, вторую, третью). В связи с высоким темпом развития пожара на самолёте система пожаротушения обычно имеет режим автоматического срабатывания первой очереди пожаротушения. В качестве огнегасящего состава уже достаточно давно используют фреон («хладон 114В2», химическая формула C2Br2F4).

## Средства аварийного покидания и спасения
Самолёт, как сложное транспортное средство представляет определённую опасность. Как указывалось выше, в авиации безопасности полётов уделяется огромное внимание. Так, например, на любом действующем аэродроме при производстве полётов всегда имеется в дежурном режиме аварийно-спасательная команда с соответствующим оборудованием и оснащением. Любые полёты или одиночные вылеты без приведения в готовность средств АСС — запрещены на законодательном уровне.
Что касается бортовых систем аварийного покидания и спасения, достаточно долгий опыт эксплуатации летательных аппаратов привёл к необходимости выработки определённых правил и стандартов на это оборудование 
Средства аварийного покидания и спасения (САПС) в общих чертах включают информационную составляющую о развитии аварийной ситуации (различные системы сигнализации и оповещения); аварийные выходы (люки, двери и вспомогательное оборудование); средства аварийного покидания в воздухе (спасательные парашюты и катапультируемые кресла для боевых, учебных, транспортных, спортивных и т.п. самолётов); средства защиты от неблагоприятных условий воздушной среды (экипировка и оборудование); средства выживания людей после покидания аварийного судна (возимый на борту набор специального оборудования и имущества, предназначенный для выживания после аварии).
На военных, военно-транспортных, спортивных и ряде других самолётов для экипажа предусмотрены спасательные парашюты, обычно укладываемые в чашку кресла (человек сидит на парашюте). На некоторых старых типах самолётов, возможно, ещё сохранились парашюты, одеваемые за спину. На всех сугубо пассажирских самолётах, независимо от того, принадлежит самолёт коммерческой авиакомпании или это военный лайнер минобороны, парашютов для экипажа не предусмотрено конструктивно. На высокоскоростных самолётах, где покидание аварийного самолёта сопряжено со значительными трудностями или просто физически невозможно, применяются технические средства в виде принудительно выбрасываемых из кабины (катапультируемых) кресел (см. основную статью: Катапультируемое кресло).
Аварийные люки и двери организуются по разному, в зависимости от назначения летательного аппарата и количества людей на борту. Нормальные выходы обычно делаются на левом борту ВС, аварийные выходы делают на обоих бортах, а также могут быть и на потолке — для аварийной посадки на воду.
Согласно требованиям «Единых норм летной годности гражданских транспортных самолетов» количество и размер аварийных выходов должно быть таким, чтобы при покидании самолёта, при открытых на 50% всех выходов, в том числе и основных, либо раздельно всех левых и всех правых выходов, эвакуация всех людей на борту осуществлялась за время не более 90 сек.
Для безопасного экстренного спуска пассажиров с высоко стоящего самолёта на борту имеются надувные трапы либо резинотканевые желобы.
Для выхода экипажа непосредственно из кабины используются сдвижные форточки у лётчиков, при этом для спуска на землю возле каждой форточки имеется спасательный фал или канат (на пассажирских и некоторых военных самолётах).
Снаружи фюзеляжа жёлтыми (допускается красными или белыми) уголками обозначаются зоны доступа в фюзеляж для наземной команды. В этой зоне часто присутствует надпись: «Рубить (вскрывать) здесь!» В оборудовании самолёта для этих же целей имеется топор.
Согласно действующим нормам, при полетах над водой продолжительностью свыше 30 минут на борту любого самолёта должны находится индивидуальные спасательные средства для всех членов экипажа и пассажиров. Для многих самолётов конструктивно предусматривается аварийная посадка на воду (во всяком случае, теоретически). Доже тяжелые боевые самолёты с плотной компоновкой имеют положительную плавучесть и могут некоторое время держаться на поверхности воды до затопления, а пассажирские лайнеры в этом плане ещё более стабильны. Поэтому в бортовом документе: «Памятке экипажу по действиям в особых случаях в полёте» детально расписаны действия экипажа при приводнении, а на самолёте имеется морское спасательное оборудование в виде спасательных жилетов, надувных лодок и надувных плотов с аварийным запасом выживания. Даже на больших военно-транспортных самолётах при полёте над морем предусмотрена загрузка в грузовую кабину спасательных плотов для всего состава десанта.
Для аварийной радиосвязи используются специальные аварийные радиостанции, например, отечественные Р-855 «Комар» или Р-861 «Актиния». Также самолёты могут быть доукомплектованы аварийными автоматическими радиобуями системы КОСПАС-SARSAT. Аварийные средства радиосвязи на самолёте, как правило, находятся в пилотской кабине или в непосредственной близости к ней, также аварийные радиостанции штатно входят в укладку спасательных лодок, плотов, катапультных кресел.
Типовое оснащение спассредствами катапультного кресла включает: носимый аварийный запас НАЗ-7 с автоматическим радиомаяком «Комар-2М» и спасательным надувным плотом ПСН-1. Спасательный плот, автоматический радиомаяк и ранец НАЗ соединены 13-метровым фалом и уложены в свободную от кислородной системы кресла секцию профилированной крышки чашки сиденья; при раскрытии спасательного парашюта всё это имущество отделяется и повисает на фале.
См. также: Катапультируемое кресло, Парашют, Аварийный радиобуй, Надувной спасательный плот, Спасательный жилет, Носимый аварийный запас

## Тормозной парашют
Основная статья: Парашютно-тормозная установка

## Бортовое оборудование самолётов
Современные летательные аппараты оснащены сложным и разнообразным оборудованием, которые позволяют выполнять полёты при любых условиях. По действующей документации (Федеральные Авиационные Правила), оборудование летательных аппаратов включает: Авиационное оборудование (АО), Радиоэлектронное оборудование (РЭО), Авиационное вооружение (АВ) - для военных машин.
Приблизительно половина конструкции пассажирского самолёта и около 2/3 военного занимают именно бортовые системы и оборудование.

### Системы авиационного оборудования
(основная статья: Авиационное оборудование)

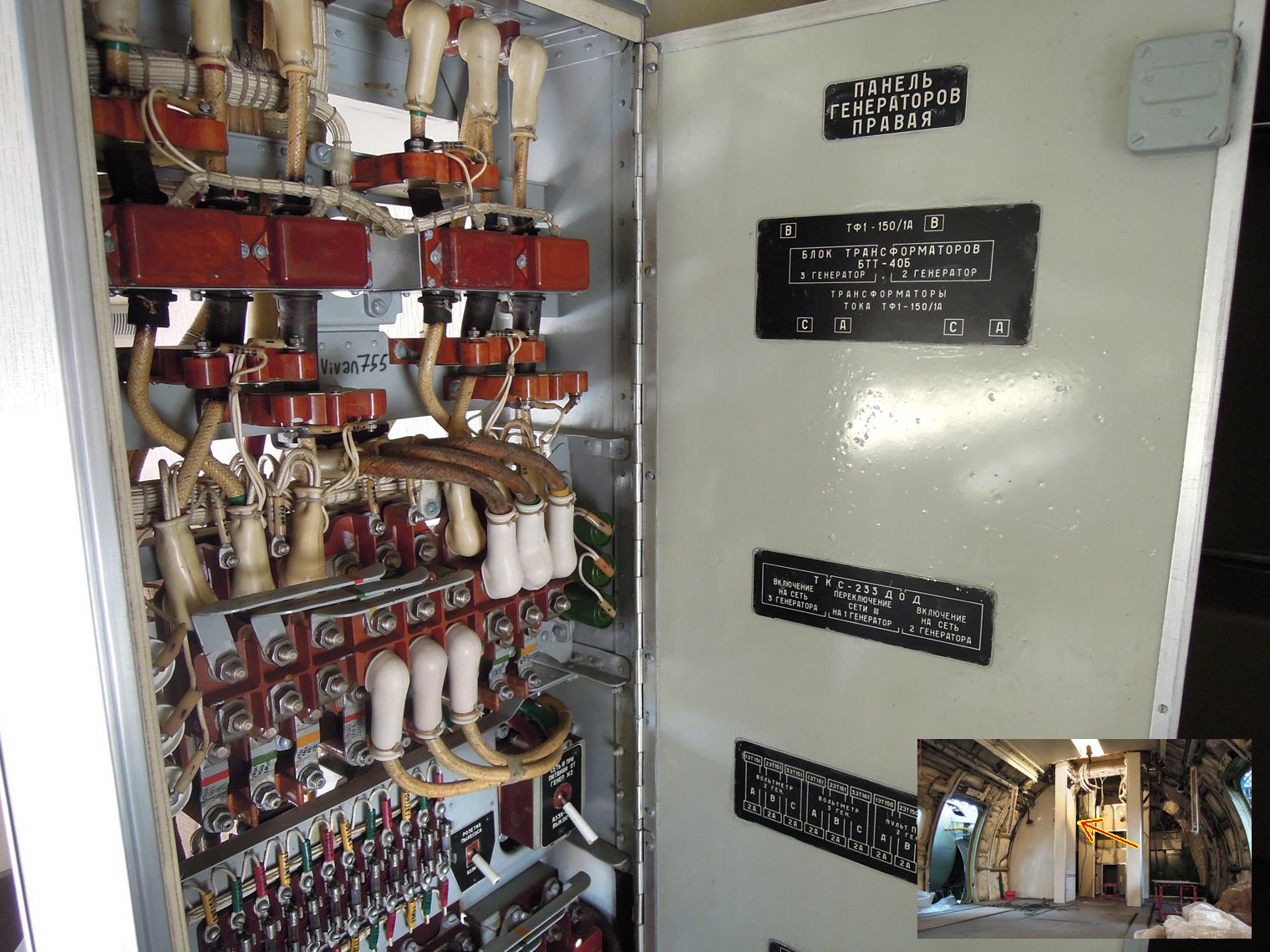
Самолёт Ту-154: панель генераторов «правая» с открытой крышкой, видны аппараты защиты и контроля генераторов, устройства коммутации и панели предохранителей

Авиационное оборудование самолёта включает (ст. №325 НИАО-90):
- электрооборудование;
- электрические и электронные системы и устройства управления силовыми установками;
- электронная автоматика авиационного оборудования;
- приборное оборудование;
- кислородное оборудование;
- защитное снаряжение летчика;
- фотографические и тепловые средства разведки и поиска;
- специальные (нерадиотехнические) средства поиска подводных лодок;
- бортовые средства автоматизированного контроля;
- бортовые устройства регистрации полетных данных общего назначения.

Оборудование и системы АО обслуживаются специалистами по АО. В авиационных частях (подразделениях) организуется служба АО во главе с инженером (старшим инженером) по АО. В гражданских организациях (коммерческих авиакомпаниях) службы РЭО и АО часто объединены в одну — АиРЭО (авионика).
При эксплуатации взаимосвязанных систем различной направленности и бортовых комплексов организуются технические расчёты из специалистов соответствующих  специальностей.

### Бортовое радиоэлектронное оборудование
В состав радиоэлектронного оборудования (РЭО) на борту летательного аппарата входят (ст. №371 НИАО-90):
- комплексы и системы радиосвязи;
- радиотехнические системы навигации, самолётовождения и посадки;
- радиоэлектронные системы бомбометания и десантирования;
- радиоэлектронные системы управления, наведения и целеуказания;
- радиоэлектронные комплексы и системы поиска и обнаружения воздушных целей и подводных лодок, прицеливания и управления авиационным вооружением;
- системы радиолокационного опознавания и активного ответа;
- комплексы и системы радиоэлектронной разведки;
- электронные средства радиационной разведки;
- комплексы и системы радиоэлектронной борьбы;
- электронные вычислительные средства радиоэлектронного оборудования;
- радиоаппаратура поисково-спасательных систем

Оборудование и системы РЭО обслуживаются специалистами по РЭО. В авиационных частях (подразделениях) организуется служба РЭО во главе с инженером (старшим инженером) по РЭО. В гражданских организациях (коммерческих авиакомпаниях) службы РЭО и АО часто объединены в одну — АиРЭО (авионика).
При эксплуатации взаимосвязанных систем различной направленности и бортовых комплексов организуются технические расчёты из специалистов соответствующих  специальностей. 

### Системы авиационного вооружения
(основная статья: Авиационное вооружение)
К вооружению самолёта относят авиационное вооружение (АВ) и десантно-транспортное оборудование (ДТО).
В состав авиационного вооружения входят: авиационные средства поражения (АСП), установки АВ, системы управления оружием (СУО), авиационные прицельные и вычислительные системы (ПВС), системы постановки пассивных помех, системы объективного контроля АВ, парашютно-тормозные системы АВ. В состав ДТО входят погрузочно-разгрузочное оборудование, швартовочное оборудование, средства десантирования личного состава, средства десантирования военной техники и грузов.
К авиационным средствам поражения АСП  относят: 
- авиационные управляемые средства поражения — управляемые и корректируемые ракеты и бомбы основного и специального назначения, авиационные торпеды (ракето-торпеды) и комплектующие к ним
- неуправляемые АСП — неуправляемые ракеты, авиабомбы, зажигательные баки, мины, патроны для авиационного артиллерийского оружия и комплектующие к ним
- сигнальные и помеховые ракеты и патроны, шифр-заряды, взрывные источники звука, радиогидроакустические буи, авиационные бомбы вспомогательного назначения и др. изделия

Установками авиационного вооружения считают съемные и встроенные установки артиллерийского, бомбардировочного и ракетного вооружения.
В состав установок артиллерийского вооружения входят авиационное артиллерийское оружие (пушки, пулемёты, гранатометы), устройства обеспечивающие их крепление и наводку, стрельбу, подвод патронов, отвод гильз (патронов) и звеньев, размещение боекомплекта.
В состав установок бомбардировочного вооружения входят однозамковые и многозамковые балочные (БД) и кассетные держатели (КД), переходные балки для их крепления, бортовые механизмы загрузки (разгрузки) воздушного судна грузами, устройства перевода АСП в боевое положение, а также авиационные контейнеры малогабаритных грузов.
В состав установок ракетного вооружения входят авиационные пусковые (АПУ) и авиационные катапультные устройства (АКУ), блоки ракет.

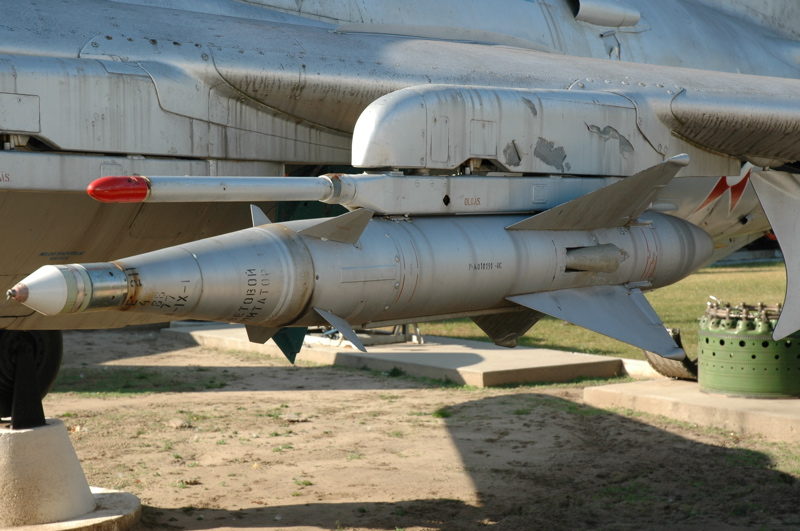
Ракета К-5М подвешенная под крыло истребителя МиГ-21

В состав систем управления оружием входят блоки и пульты, обеспечивающие:
- идентификацию состояния располагаемого боекомплекта;
- управление загрузкой, подготовкой и расходованием боекомплекта;
- создание необходимых условий транспортирования;
- формирование, передачу и распределение сигналов управления установками АВ и АСП;
- сопряжение с прицельной системой и другим оборудованием ВС.

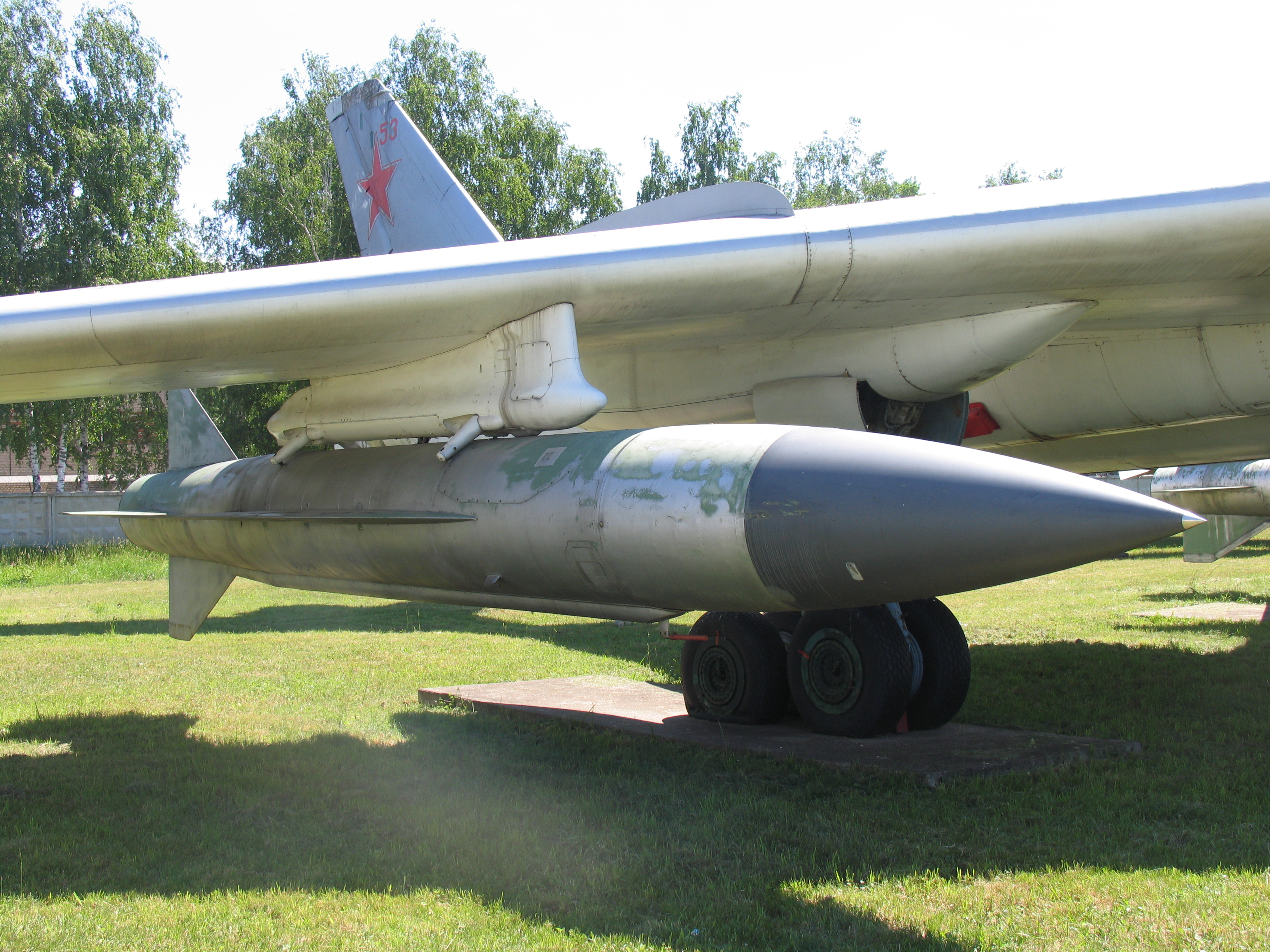
Противокорабельная ракета воздушного старта КСР-5 на крыльевой подвеске самолёта Ту-16

В состав авиационных прицельных систем и комплексов входят системы (подсистемы), блоки и пульты, обеспечивающие обнаружение, распознавание, сопровождение целей, решение задач прицеливания, формирование и индикацию параметров прицеливания и сигналов управления ВС, системами управления оружием (СУО) и АСП.
В частности к АВ относятся:

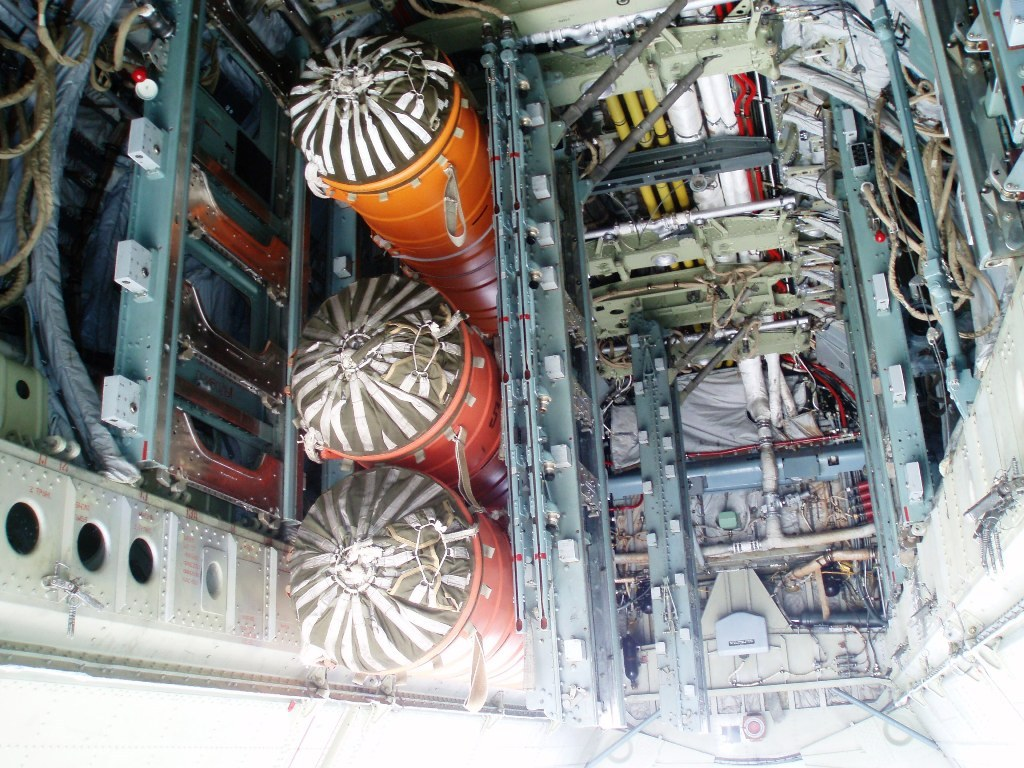
Спасательные контейнеры в грузовом отсеке противолодочного самолёта Ту-142М

- оптические, электронно-оптические, оптико-телевизионные и инфракрасные прицелы и визиры;
- теплопеленгаторы и лазерные системы, обеспечивающие информацией прицельные системы и АСП, системы целеуказания и наведения АСП;
- вычислительно-программирующие устройства и блоки, входящие в состав прицельной системы.

Отдельные подсистемы (системы) авиационных прицельных систем одновременно могут быть составными частями других бортовых систем и наоборот.
В состав систем постановки пассивных помех входят автоматы постановки помех (отстрела или сброса отражателей), устройства выброса, специальные контейнеры, кассеты и т.п. Система постановки пассивных помех может входить в систему бортовой обороны воздушного судна со средствами РЭБ и радиоэлектронного противодействия или являться самостоятельной системой.
В состав систем объективного контроля АВ входят фото- и видеоаппаратура и другое оборудование, предназначенное для контроля АВ, условий его эксплуатации, оценки действий летчика (экипажа) и работоспособности АВ. Средства ОК АВ могут входить в состав средств ОК ВС или являться их частью.
В состав пиротехнических средств АВ входят пиропатроны (пирозаряды), используемые для обеспечения функционирования артиллерийского оружия, установок бомбардировочного и ракетного вооружения.
В состав ДТО входят:
- погрузочно-разгрузочное оборудование (рольганговое, тельферное оборудование, оборудование для погрузки и выгрузки лебедками);
- швартовочное оборудование (швартовочные узлы, цепи, ремни, сетки);
- средства десантирования личного состава (десантные сиденья, тросы и трубы принудительного раскрытия парашютов, механизмы уборки тросов принудительного раскрытия парашютов, механизмы уборки фалов, десантные ограждения, система сигнализации десанту);
- средства десантирования военной техники и грузов (грузовой транспортер, подвески парашютных систем).

На всех военных аэродромах организуются площадки хранения первого боекомплекта (1-й БК). Первый боекомплект предназначен для первого боевого полета согласно плану перевода части с мирного на военное время.
Системами АВ и средствами поражения занимаются специалисты по АВ. В авиационных частях организуются службы АВ во главе с инженером (старшим инженером) по АВ. Хранение средств поражения организуется в авиационно-технической части (обычно это авиационно-техническая база или батальон аэродромно-технического обеспечения). Хранение и обслуживание технически сложных АСП организуется в специальных подразделениях или частях (СИС — специальная инженерная служба, РТБ — ремонтно-техническая база, ПЛВ — база противолодочного вооружения и т.п.)
Также на самолёте применяются (могут применяться) разнообразные пиротехнические средства: пиропатроны, пирозапалы, пирорезаки, электрокапсюли, воспламенители и т.п. изделия, используемые в различных системах воздушного судна и АСП. За снаряжение (расснаряжение) устройств пиротехническими средствами, их эксплуатацию, контроль за своевременной заменой и за наличие этих средств в системах осуществляют специалисты по принадлежности этих систем.

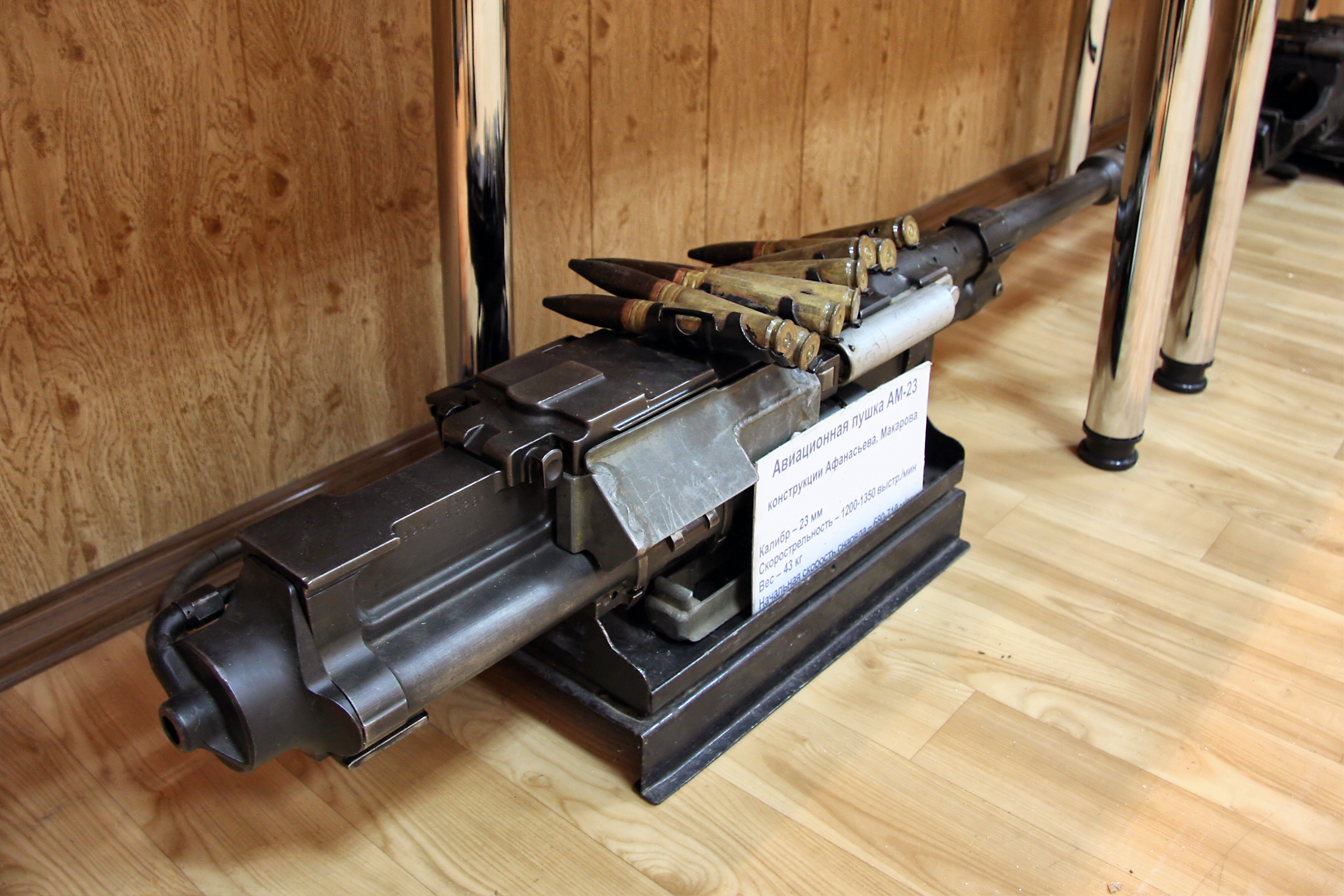
23-мм авиационная пушка АМ-23
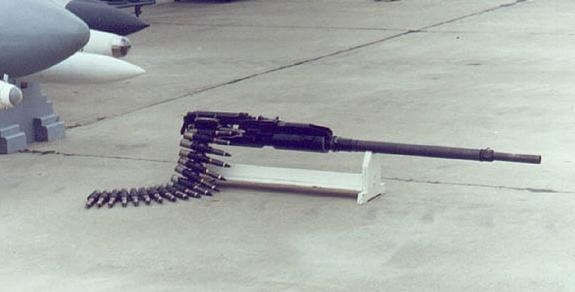
30-мм авиационная пушка ГШ-301
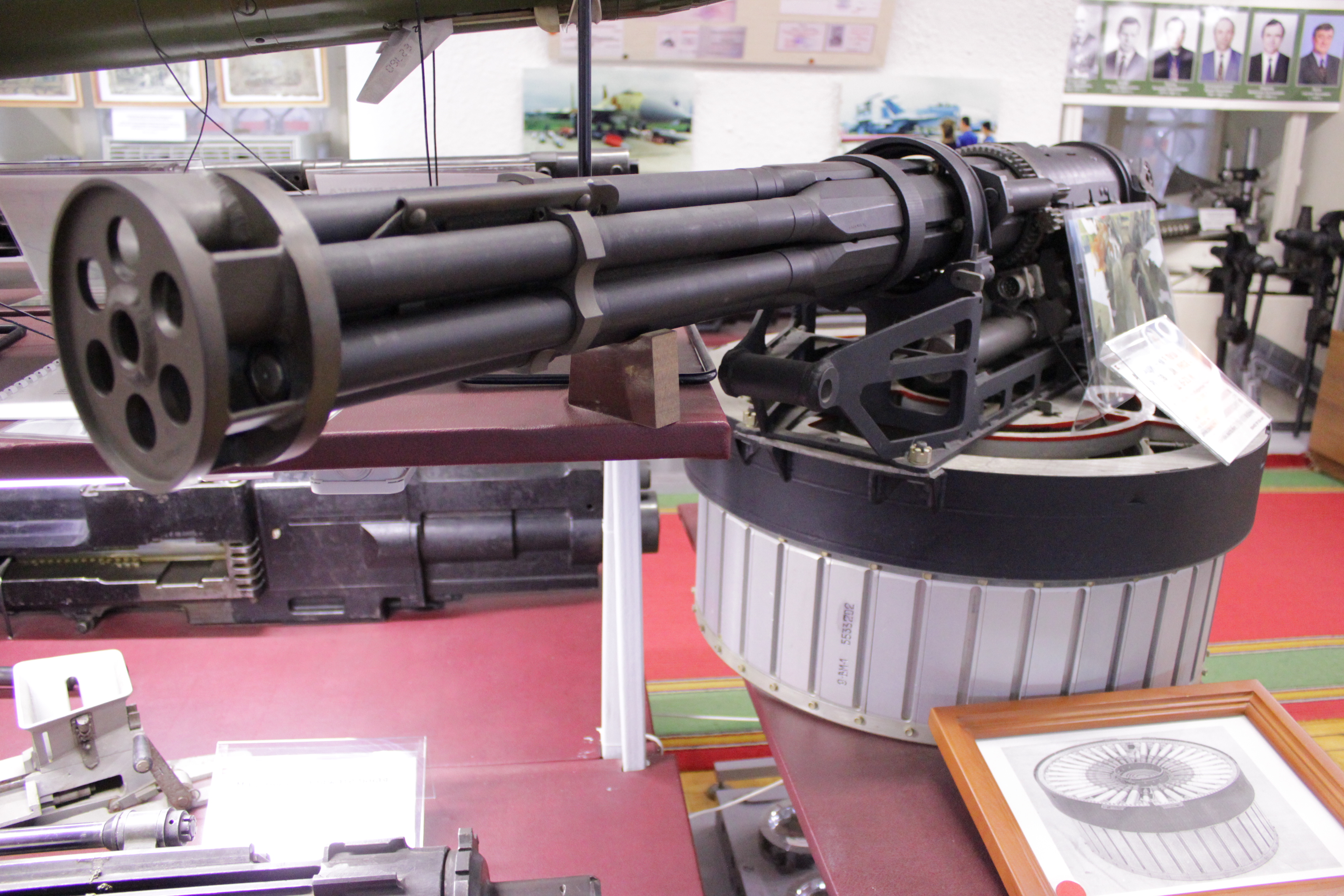
Шестиствольная авиационная 23-мм автоматическая пушка схемы Гатлинга ГШ-6-23